# Der Tempel der Morgendämmerung

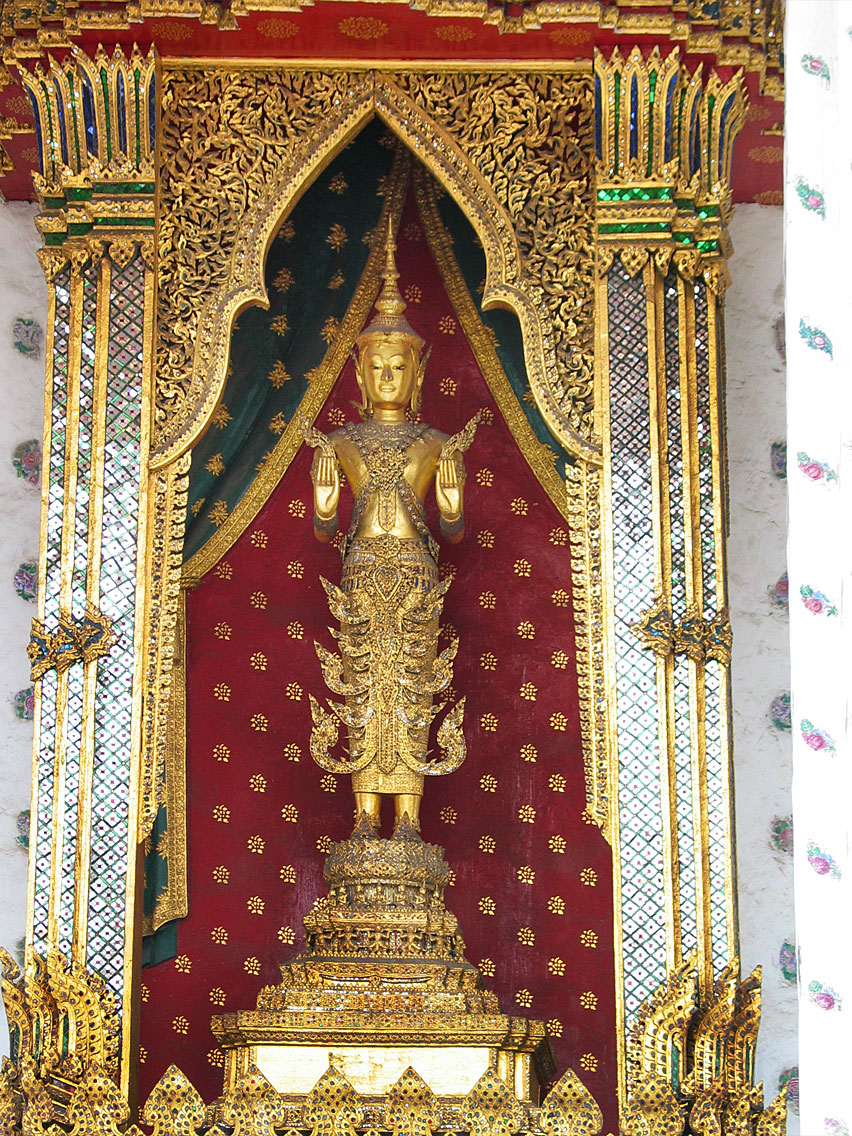
Der Tempel der Morgendämmerung ist der spirituellste Teil der Tetralogie und beschäftigt sich mit verschiedenen Konzepten wie dem Alaya-Bewusstsein.

Der Tempel der Morgendämmerung (jp. 暁の寺, Akatsuki no tera) ist der siebzehnte Roman des japanischen Schriftstellers Yukio Mishima und der dritte Band der Tetralogie Das Meer der Fruchtbarkeit. Er erschien am 10. Juli 1970 bei Shinchosha.
Die Erzählung folgt Honda, einer der Hauptfiguren aus den ersten beiden Bändern, der mittlerweile ein mittelalter Mann und erfolgreicher Anwalt ist. Strukturell ist der Roman in zwei Teile gegliedert: Der erste Teil spielt in den Jahren 1940–1945, der zweite Teil im Jahre 1952. Das letzte Kapitel im Buch spielt fünfzehn Jahre später, 1967. Der erste Teil behandelt Honda auf seiner Geschäftsreise nach Bangkok, Thailand, auf der er die siebenjährige Prinzessin Ying Chan trifft. Sie behauptet, die Reinkarnation eines japanischen Mannes zu sein und wird deshalb von ihren besorgten Verwandten isoliert aufgezogen. Inspiriert durch das Treffen beginnt Honda sich von seiner rationalen Natur zu verabschieden und informiert sich intensiv über buddhistische Philosophie, um die Möglichkeit von Reinkarnationen zu verstehen und sein eigenes Leiden einordnen zu können. Der zweite Teil spielt im Jahr 1952. Mittlerweile ist Honda wohlhabend und in Rente, entwickelte durch sein neu gefundenes Interesse an Irrationalität aber auch perverse sexuelle Neigungen, wie seine Faszination für Voyeurismus. Prinzessin Ying Chan, mittlerweile 18 Jahre alt, ist für ihr Auslandsstudium in Japan und Honda plant sowohl, sie zu entjungfern, als auch herauszufinden, ob sie tatsächlich die Reinkarnation Kiyoakis ist. Er beobachtet sie beim Sex mit seiner Nachbarin Keiko und sieht die drei charakteristischen Muttermale. Als seine Villa abbrennt und sie überlebt, glaubt er, den ewigen Zyklus der Reinkarnationen endlich gebrochen zu haben, sodass Kiyoaki seinen Frieden findet. Viele Jahre später erfährt er, dass Ying Chan im Alter von 20 Jahren durch einen Kobrabiss starb.
Von allen Teilen der Tetralogie ist Das Meer der Morgendämmerung der bei weitem spirituellste und befasst sich vertieft mit einer Vielzahl buddhistischer, hinduistischer und anderweitig religiöser Konzepte und Strömungen. Besonderer Fokus liegt auf der buddhistischen Vorstellung des Alaya-Bewusstseins, das fundamentalste Bewusstsein (Vijnana) innerhalb der Vijñānavāda. Es ist damit primär als eine spirituelle Abhandlung zu verstehen und bildet das dritte Element von Mishimas Persönlichkeitsintrospektion, die er anhand der Tetralogie skizzierte: seine romantische, soziologische Seite in Schnee im Frühling, seine politische, idealistische Seite in Unter dem Sturmgott und schließlich seine spirituelle Seite in Der Tempel der Morgendämmerung.
Im Kontext der Tetralogie wird der Roman bis heute interpretiert und im allgemeinen Schaffenswerk des Autors eingeordnet. Obgleich Der Tempel der Morgendämmerung international positiv aufgenommen wurde, gilt er dennoch als der unbedeutendste Teil der gesamten Tetralogie. Erst in den letzten Jahren wurde er von Theologen und Historikern vermehrt unter die Lupe genommen und seine – vor allem für westliche Leser – komplizierten, tiefgründigen philosophische Erwägungen in die Gesamtinterpretation der Roman-Tetralogie aufgenommen.
Eine deutsche Übersetzung von Siegfried Schaarschmidt erschien 1987 beim Carl Hanser Verlag ISBN 978-3-446-14614-3, sowie 1990 als sublizenzierte Taschenbuchausgabe beim Goldmann Verlag ISBN 978-3-442-09615-2. Der Nachfolger und letzte Teil der Tetralogie Die Todesmale des Engels erschien am 25. Februar 1971 postum.

## Handlung

### Erster Teil (1940–1945)

#### Ankunft in Bangkok

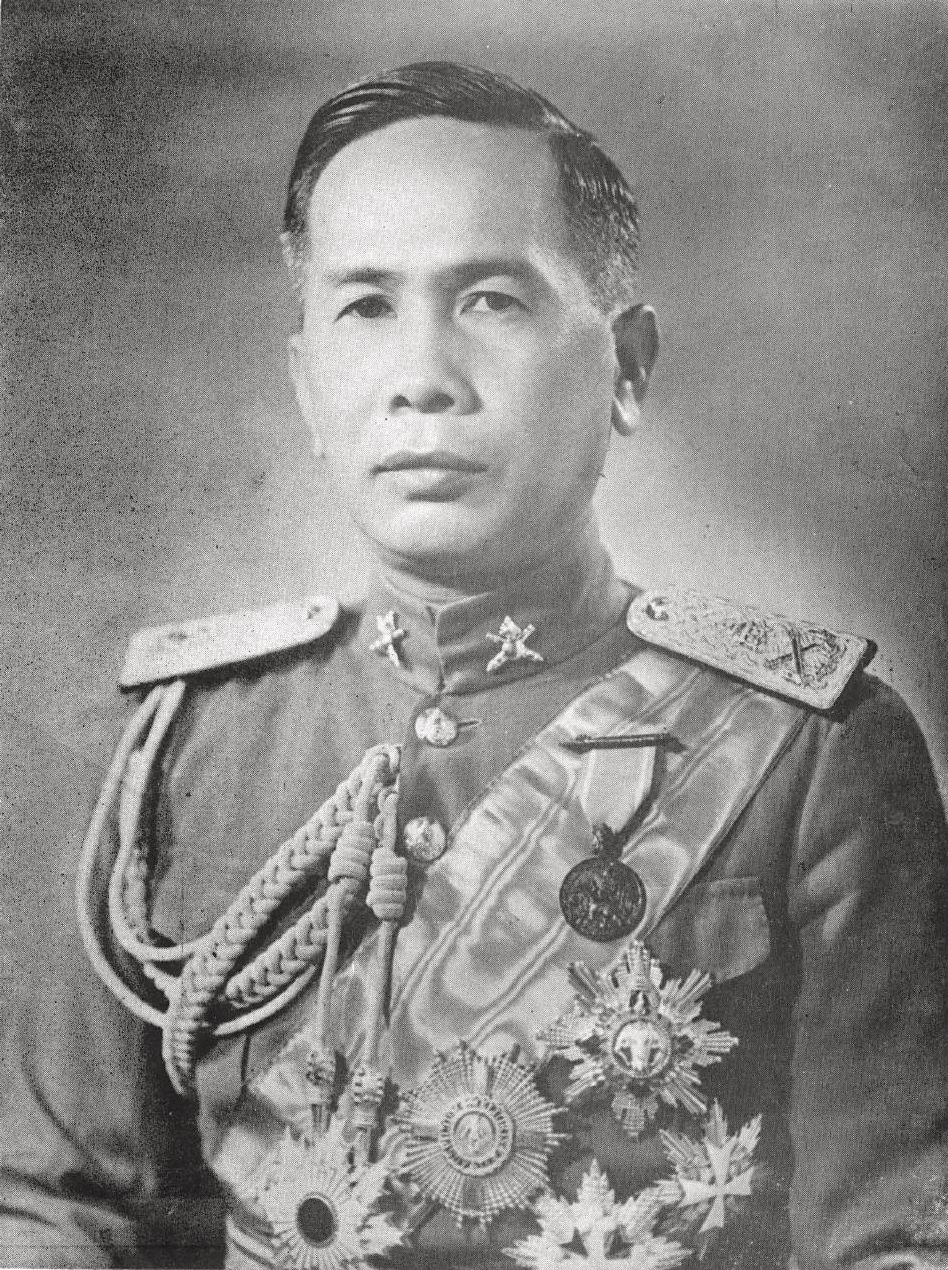
Porträt von Lung Phibun (1941). Durch die Abwesenheit des Königs Ananda Mahidol führte er das Land als Quasi-Diktatur.

Im Jahr 1940, ein Jahr, nachdem Siam seinen Namen offiziell in Thailand änderte, wird Shigekuni Honda als Rechtsbeistand für "Itsui Products" nach Bangkok gesandt, nachdem dreißigtausend der versprochenen hunderttausende gelieferten Container Antipyretikum auf dem Weg durch Feuchtigkeit beschädigt wurden und ihren Effekt verloren haben. Da außerhalb des Zuständigkeitsbereichs Japans gemäß Artikel 175 Civil Code das internationale Privatrecht Anwendung findet und Honda sich in diesem Gebiet fortgebildet hat, wurde er trotz der längeren Arbeitserfahrung seiner Kollegen vorgezogen. Er nutzt die Gunst der Stunde, um möglichst viel von Thailand zu erkunden: Zuerst besucht er den Wat Benchamabophit, den „prächtigsten Tempel“, den Honda je gesehen hat. Er erzählt die Geschichte des aktuellen Thailands, das durch den Monarchen Rama VIII 1935 im Alter von elf Jahren übernommen worden war. Da dieser aber seit mehreren Jahren in Lausanne, einer Gemeinde in der Schweiz, studiert, hat der Ministerpräsident Lung Phibun die Rolle des Regenten eingenommen, seine autoritäre Macht gesichert und den Einfluss des nominellen Parlaments massiv geschmälert. Sein nächster Stopp, der Wat Phra Kaeo, repräsentiert für Honda Thailands Beständigkeit – der Tempel wurde 1785 erbaut und seit seiner Konstruktion nie beschädigt.
Honda nächtigt im renommierten Hotel Oriental, einem Fünf-Sterne-Luxushotel mit Ausblick auf den Menan-Fluss. Während er mit seinem Dolmetscher seinen Aperitif trinkt, beobachten beide begeistert, wie die Sonne unter dem Wat Arun, dem „Tempel der Morgendämmerung“, untergeht. Er ist zutiefst von der prächtigen Architektur beeindruckt, welche für den nüchternen Anwalt „goldene Lustlosigkeit“ und das luxuriöse Gefühl von Antirationalismus repräsentiert. Der Leser erfährt, dass Honda sich seit dem Tode Isaos emotional abgeschirmt hat; da er merkte, dass seine eigenen Gefühle ihn fehlleiten können, hat er alle seine altruistischen Ideale hinter sich gelassen – ironischerweise wurde er dadurch ein besserer Anwalt, denn ohne wirkliche Leidenschaft und ohne sein altes Ideal, für das Richtige zu kämpfen, limitierte er seinen Mandantenstamm nur noch auf wohlhabende Männer, was ihm hohe Honorare einfuhr. Trotz radikaler politischer Entwicklungen innerhalb der letzten Jahre – beispielsweise des Februarputschs, des Zwischenfall an der Marco-Polo-Brücke und des erst kürzlich geschlossenen Dreimächtepakt zwischen Japan, Deutschland und Italien, der einen Krieg zwischen Japan und den Vereinigten Staaten provoziert – fühlt Honda gegenüber all diesen Entwicklungen keine Emotionen mehr. Isaos Tod hat ihm aufgezeigt, wie wenig er solche Ereignisse in der Hand hat. Folglich sei es sinnlos, sich mit ihnen auseinanderzusetzen.

#### Kennenlernen von Ying Chan

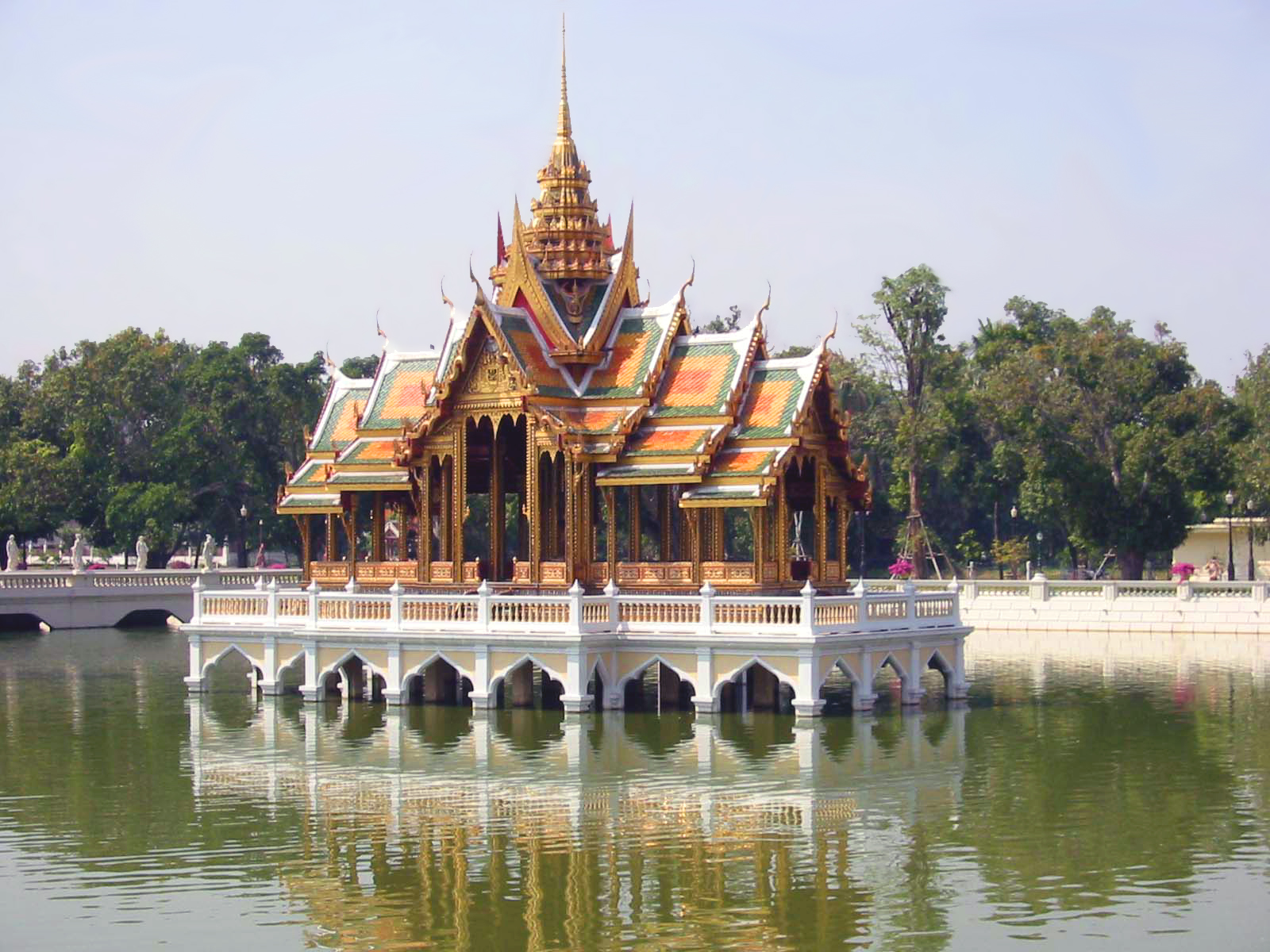
Fotografie vom Sommerpalast in Bang Pa-in.

Als er Hishikawa gegenüber erwähnt, dass er mit zwei siamischen Prinzen – Prinz Pattanadid und Prinz Kridsada – zur Schule ging, arrangiert dieser ein Treffen mit Pattanadids siebenjähriger Tochter Prinzessin Chantrapa (genannt: Ying Chan). Honda kommt das Szenario bekannt vor, schließlich hatte Kiyoaki einen lebhaften Traum, in dem er den Smaragdring des Prinzen Pattanadid trägt und die Spiegelung eines jungen Mädchens sieht: Dies muss die Prinzessin gewesen sein, von der Hishikawa erzählt hat; dennoch, die Vorstellung, dass Kiyoakis Traum eine weitere Manifestation seiner Seelenwanderung ist, kann Honda nicht ganz akzeptieren. Ying Chan behauptet fest, die Reinkarnation eines japanischen Jungen zu sein; ihre Verwandten glauben, das Mädchen sei geistig behindert, weshalb sie Ying Chan isoliert im Rosett-Palast großziehen.
Im Rosett-Palast angekommen sieht Honda die Umstände, unter denen Ying Chan aufwachsen muss: Der gesamte Palast ist leer und jede Handlung wird von fünf Dienstmädchen abgesegnet. Als Ying Chan in den Audienzraum geführt wird, freut sie sich sichtlich, Honda zu sehen, reißt sich von ihren Dienstmädchen los und umschlingt seine Beine: „Herr Honda! Herr Honda! Wie ich sie vermisst habe! Sie waren so lieb und dennoch habe ich mich getötet, ohne Ihnen Bescheid zu geben. Ich habe sieben Jahre lang darauf gewartet, sie wiederzusehen und mich entschuldigen zu können. Ich sehe aus wie eine Prinzessin, aber in Wahrheit bin ich Japaner. Ich habe mein altes Leben in Japan verbracht und dort ist mein wirkliches Zuhause. Bitte, Herr Honda, nehmen sie mich mit nach Japan.“ Die Dienstmädchen wollen das Treffen vorzeitig beenden, erlauben Honda aber zwei weitere Fragen: „In welchem Jahr und Monat haben Kiyoaki und Ich vom Besuch der Äbtissin auf der Insel am Matsugae-Anwesen erfahren“; ihre Antwort „Oktober 1912“ ist richtig. Noch skeptisch fügt er nach: „An welchem Datum wurde Isao verhaftet?“; auch hier ist ihre Antwort „1. Dezember 1932“ die Richtige. Sichtlich genervt unterbrechen die Dienstmädchen das Gespräch und ziehen die weinende Prinzessin zurück in ihr Zimmer. Nach längerer Diskussion erlauben sie ein zweites Treffen im Sommerpalast in Bang Pa-in. Auf die Frage Hishikawas, ob die Antworten der Prinzessin richtig waren, lügt Honda: „Nein, leider waren beide falsch.“ Er überlegt sich, wie er ein Treffen mit Ying Chan arrangieren kann, ohne dass Hishikawa dabei ist.
Hondas zweites Treffen mit Ying Chan verläuft nicht erfolgreich. Zwar hat er erfolgreich geschafft, Hishikawa wegzubekommen, die Dienstmädchen überwachen jedoch jeden Schritt und erlauben der Prinzessin nicht einmal, ihre Füße im schönen Gartenteich zu baden. Obwohl Honda sich aufgrund der Sprachbarriere nicht mit Ying Chan unterhalten kann, hat er das Gefühl, ihre gesprochenen Worte erzeugen Bilder in seinem Kopf. Ihre Tanzschritte erinnern ihn an den Hindu-Gott Hanuman. Beim Spielen mit ihr erwacht Hondas längst verdrängter Wunsch, selbst Vater zu werden – ein Vorhaben, das er mit seinen fast 50 Jahren völlig aufgegeben hat. Am Ende des Treffens möchte Ying Chan baden gehen und zwei ihrer Dienstmädchen entkleiden sie. Heimlich schaut Honda die nackte Prinzessin an, er findet aber die prägnanten drei untereinanderliegenden Muttermale – ein Erkennungszeichen Kiyoakis und Isaos – nicht wieder.

#### Urlaub in Indien

Bild der zweiten Höhle der Ajanta-Höhlen. Eine Vihara, nur geschmückt durch eine Buddha-Statue.

Als der Rechtsstreit Ende September geschlichtet wird, bietet "Itsui Products" Honda einen Bonus in Form eines Reisegutscheins an; er nutzt diesen, um nach Indien zu reisen. Sein erster Stopp ist Kalkutta, wo er an einem Durga-Fest teilnimmt, einer Ziegenopferung für die Hindu-Göttin Kali. Der Anblick aufgespießter Ziegenköpfe um ein Lagerfeuer am Kalighat-Tempel hinterlässt einen bleibenden Eindruck. Auf seinem nächsten Halt in Varanasi, einer heiligen Stadt des Hinduismus, beobachtet er eine Feuerbestattung unter freiem Himmel, die in unmittelbarer Nähe zu einem „Nepalischen Tempel der Liebe“ stattfindet, auf dem „tausende Skulpturen in verschiedenen Posen beim Geschlechtsakt“ gezeigt werden. Wieder einmal verdeutlicht Mishima, dass Sex und Tod zwei Seiten derselben Medaille sind.
Honda beschließt, nach dem Lande der Hindus auch die „Ruinen des Buddhismus“ zu beobachten – eine Religion, die in Indien mittlerweile beinahe ausgestorben ist. Hierfür reist nordöstlich von Mumbai zu den berühmten Ajanta-Höhlen, einer buddhistischen Pilgerstätte. Überwältigt vom „letzten buddhistischen Überbleibsel“, denkt Honda über sein Leben nach und verspürt den Wunsch, seiner Frau Rié, der er länger nicht mehr geschrieben hat, eine Karte zu senden. Der Leser erfährt, dass die Eheleute sich voneinander entfernt zu haben scheint: Selbst als Honda die Postkarte verfasst, kommen nicht mehr als „trockene und gefühlskarge Sätze“ dabei raus. Auch Riés Lächeln, wenn Honda zurückkehrt, sei immer dasselbe, egal, ob seine Reise einen Tag oder ein Jahr andauert; so, als wäre es einstudiert. Honda durchläuft die Höhlen:
1. Die erste Höhle ist eine Chaitya. Die hunderten goldenen Frauenstatuen erinnern Honda an Prinzessin Ying Chan und wie sie aussehen wird, wenn sie ausgewachsen ist.
2. Die zweite Höhle ist eine Vihara, völlig undekoriert und von dicken, hölzernen Säulen zusammengehalten. Die Abwesenheit jeglicher Objekte, mit Ausnahme einer großen Buddha-Statue, ermöglicht Honda, seiner Fantasie freien lauf zu lassen.
3. In der dritten Höhle, gebaut an einem Wasserfall, erinnert er sich an Kiyoakis letzte Worte: „Wir werden uns wiedersehen […]. Unter dem Wasserfall.“
4. Durch den Anblick der Kaskade ist Honda so gebannt, dass er die restlichen Höhlen „wie ferngesteuert“ durchläuft.

#### Rückkehr nach Bangkok und letztes Treffen mit Ying Chan

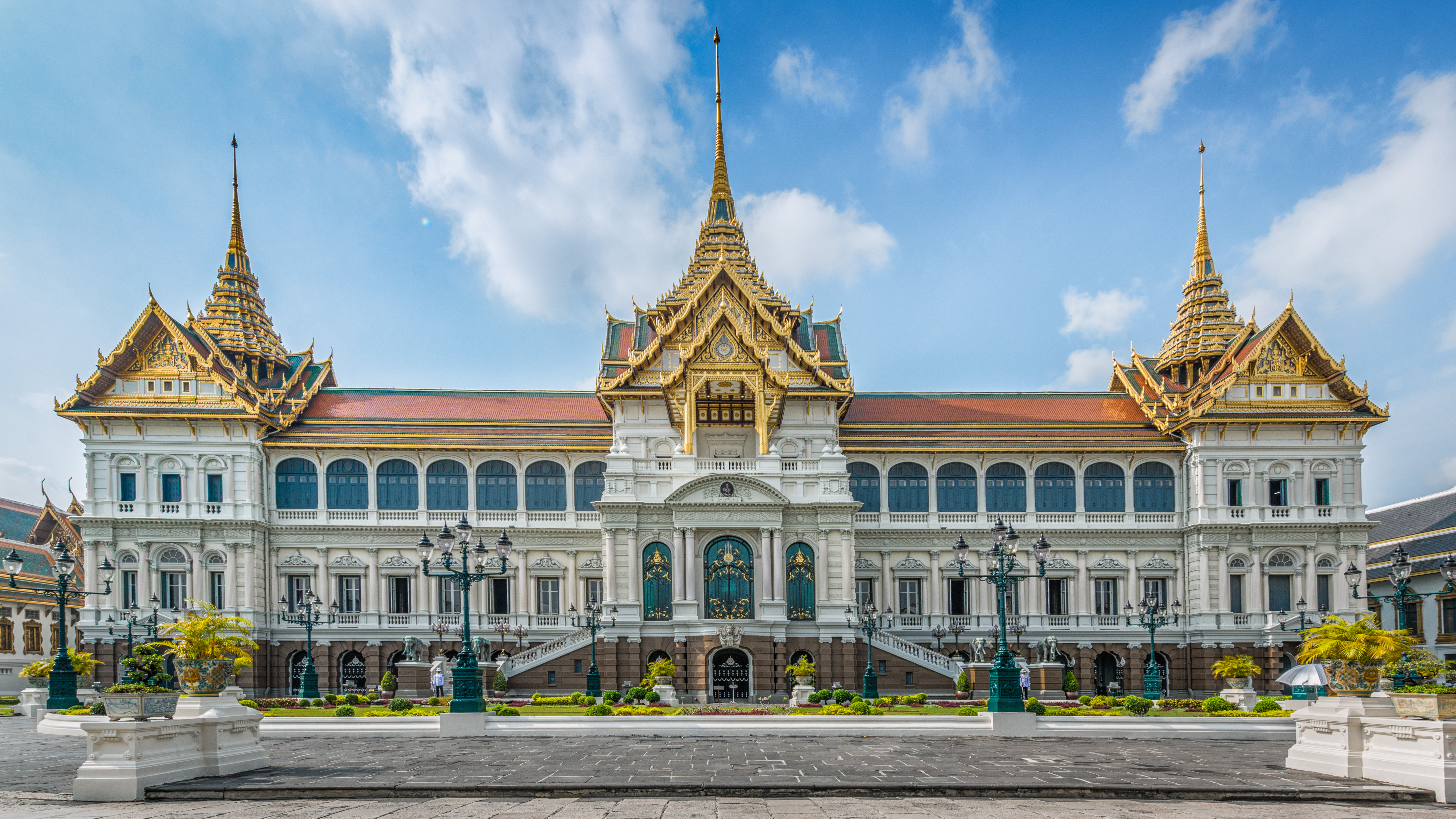
Bild vom Chakri-Palast.

Am 23. November kehrt er nach Bangkok zurück, in einer Zeit als die Beziehung zwischen Japan und Thailand angespannter wird. Hishikawa warnt ihr vor: Durch britische und US-amerikanische Propaganda wurde die thailändische Bevölkerung während seines Trips zunehmend antagonistisch gegenüber Japanern. An der Rezeption lauscht er einer Gruppe japanischer Gäste, die sich in widerlicher Weise über das nette Personal auslassen und mit ihren dreckigen Schuhen den edlen Teppich beschmutzen. Honda ärgert sich sehr über seine Landsmänner: „Es ist schwer zu glauben, dass das dieselben Japaner sind wie die schönen Jungen Kyoaki und Isao.“ Die spirituellen Erfahrungen, die Honda auf seinem Trip durchlebt hat, lassen ihn intensiv über sein Dasein nachdenken: Was ist Realität? Was ist Tod? Was ist Liebe und was passiert nach dem Tod? Existiert die Welt überhaupt? In seinem Hotelzimmer schaut Honda lange in seinen Spiegel und sieht „das Gesicht eines Mannes, der schon zu lange gelebt hat.“
Honda vereinbart ein letztes Treffen mit Ying Chan im Chakri-Palast. Sie freut sich ihn zu sehen und beschwert sich über ihre Dienstmädchen, die ihre Sachen nicht gepackt haben, obwohl die Reise nach Japan ja bald anstehe. Der Übersetzer verrät ihr ungeplant, dass Hondas Abreise nach Japan unmittelbar bevorsteht und dass er sie nicht mitnehmen kann; Ying Chan bekommt einen Wutanfall und stürmt in ihr Zimmer. Die wütenden Dienstmädchen schicken Honda und Hishikawa aus dem Palast.

#### Rückkehr nach Japan und Beginn der Forschung
Einen Tag nach seiner Ankunft in Japan bombardieren die Kaiserlich Japanischen Marineluftstreitkräfte die Pearl Harbor und die Vereinigten Staaten erklären Japan am nächsten Tag den Krieg; die Stimmung der Bevölkerung ist nahezu festlich und Menschen aus Hondas Umfeld bezeichnen die Attacke als „patriotischen Angriff gegen die Repressalien der Amis“. Dennoch kann sich Honda nicht mitfreuen; spätestens seit seiner spirituellen Reise sind alle seine Gefühle abgestorben. Als er die japanischen Soldaten und deren Töchter am Kaiserpalast Tokio laut Banzai rufen hört, erinnert er sich an die Fotografie des Russisch-Japanischen Krieges, das im Matsugae-Anwesen hing. Honda nutzt seine Freizeit, um sich intensiv mit buddhistischer Philosophie auseinanderzusetzen; den Krieg kriegt er nur nebenbei mit, selbst als sein Bezirk Opfer eines Luftangriffs wird, fühlt er keine Emotionen. Seine Lehren haben ihn noch gleichgültiger gegenüber der Außenwelt gemacht, als er es zuvor ohnehin schon war. Er hofft sein passives Leiden zu bewältigen, indem er durch seine Lehren das Konzept von Samsara versteht und meistert.

#### Wiedersehen mit Tadeshina und Ende von Teil 1

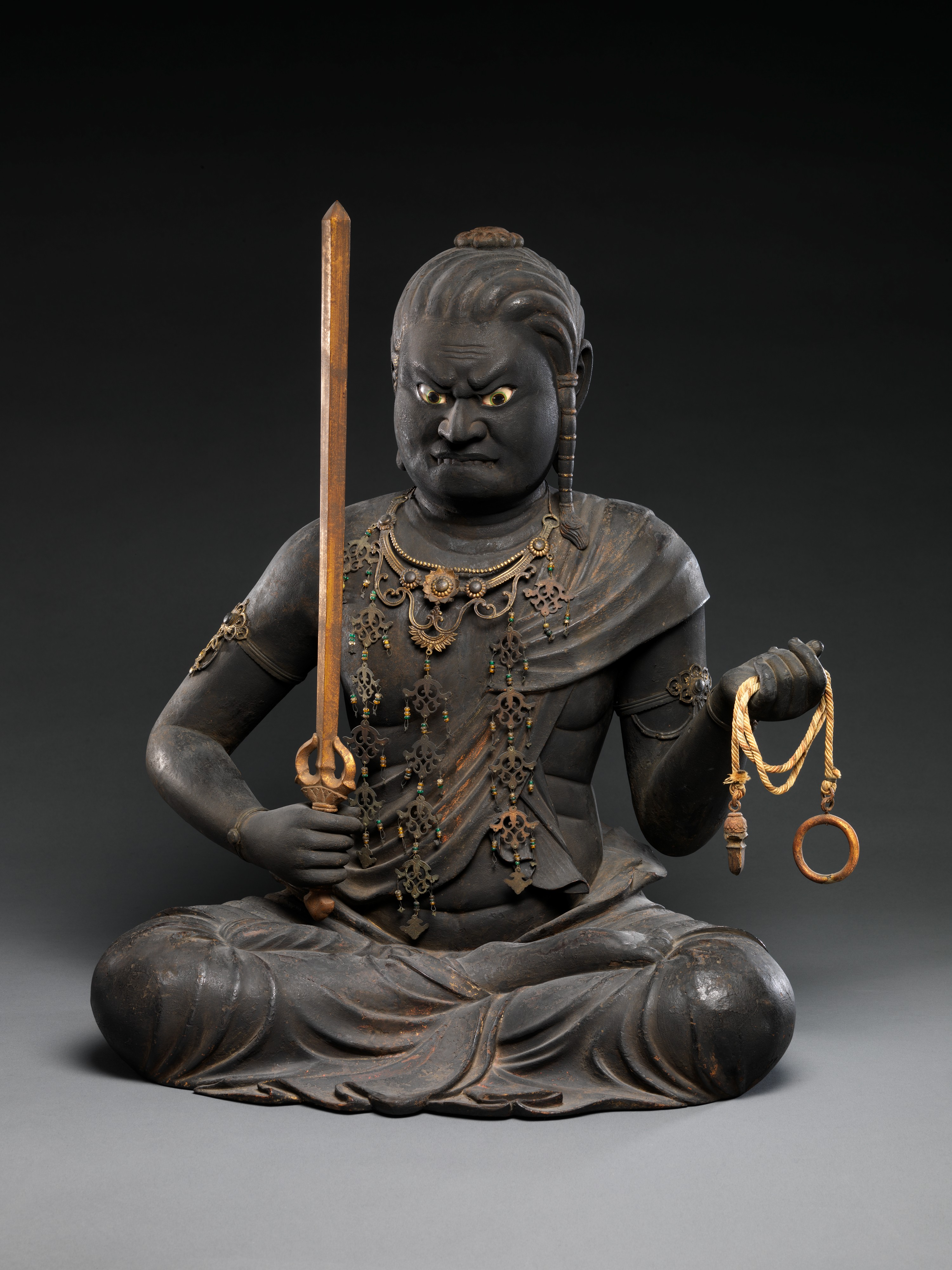
Skulptur Acalas, dem bekanntesten Weisheits- bzw. Mantrakönig.

Ende Mai 1945 wird Honda von einem Mandanten seiner Kanzlei in eine Villa in Shōtō, Shibuya eingeladen. Im Zug sieht er die Trümmer zerstörter Anwesen infolge der Luftangriffe auf Zentraltokio am 23. und 25. Mai 1945. Das Gespräch mit seinem Mandanten verläuft gut und endet frühzeitig; Honda nutzt die Gelegenheit, um ein wenig in der Gegend zu spazieren – einer Gegend, die er gut kennt, denn schließlich hat die Matsugae-Familie ihr Anwesen hier gehabt. Der Leser erfährt vom weiteren Schicksal der Matsugaes: Infolge seiner finanziellen Krise verkaufte Marquis Matsugae achtzig Hektar seines 110 Hektar großen Anwesens an die Hakoné Real Estate, Ltd. Anfang der 1920er Jahre. Mehr als die Hälfte des erwirtschafteten Geldes ging jedoch verloren, da die sie lagernden Banken zusammenbrachen. Der Adoptivsohn der Familie verkaufte im Affekt die letzten 30 Hektar und die Familie musste über Nacht eine neue Unterkunft finden. Wo diese liegt, weiß Honda nicht; seit Kiyoakis Tod ist der Kontakt zu den Matsugaes weggebrochen. Erzählungen seiner Frau nach sind Kiyoakis Eltern aber ohnehin vor einigen Jahren friedlich im Bett gestorben. Er wundert sich, ob das Haus noch steht oder von den Bombardements getroffen wurde.
Beim ehemaligen Anwesen angekommen, stellt Honda fest, dass tatsächlich nicht viel außer Trümmern übriggeblieben ist. Da, wo einst ein schöner großer Teich war, wurde eine Straße geteert und der große Garten besteht nur noch aus Schutt kleiner Wohnungen, die über die Fläche verteilt wurden. Auch die Stelle, an der Kiyoaki und Honda Satoko wiedertrafen, ist nichts weiter als eine große, halbzerstörte Reklametafel. Dennoch bemerkt Honda, dass er unter den Haufen an Schutt und Staub noch die Umrisse der westlichen Hausflügel und die Umrisse des Lagerfeuerplatzes erkennen kann. In der Ferne sieht er eine Frauenfigur, sitzend und rauchend auf einem großen Stein: er erkennt, dass es sich um Tadeshina, die ehemalige Hausdame von Satoko, handelt. Beide fangen an, von den alten Zeiten zu reden. Sie erzählt ihm, dass Satoko nach wie vor im Gesshu-Tempel residiert und dort ihre Großtante, die Äbtissin abgelöst hat. Honda überlegt kurzzeitig Satoko zu besuchen, kann aber wegen des Krieges keine Zugtickets kaufen. Er teilt mit Tadeshina die Eier, welche er auf dem Weg bei einem Bauern gekauft hat und sie bedankt sich: „Das ist mein erstes sättigendes Essen seit langer, langer Zeit. Ich fühle mich wiedergeboren.“ Als Zeichen ihres Danks überreicht sie ihm ein Buch: das Mahamayurividyarajni oder auch "Sutra des großen goldenen Pfauen-Weisheitskönig" (ein Weisheitskönig ist nach Buddhas und Bodhisattvas der drittmächtigste Gottestyp).
Mit einer Beschreibung der einleitenden Worte der Sutra endet Kapitel 22 und damit Teil 1 des Romans.

### Zweiter Teil (1952)

#### Kennenlernen von Keiko und Frührente

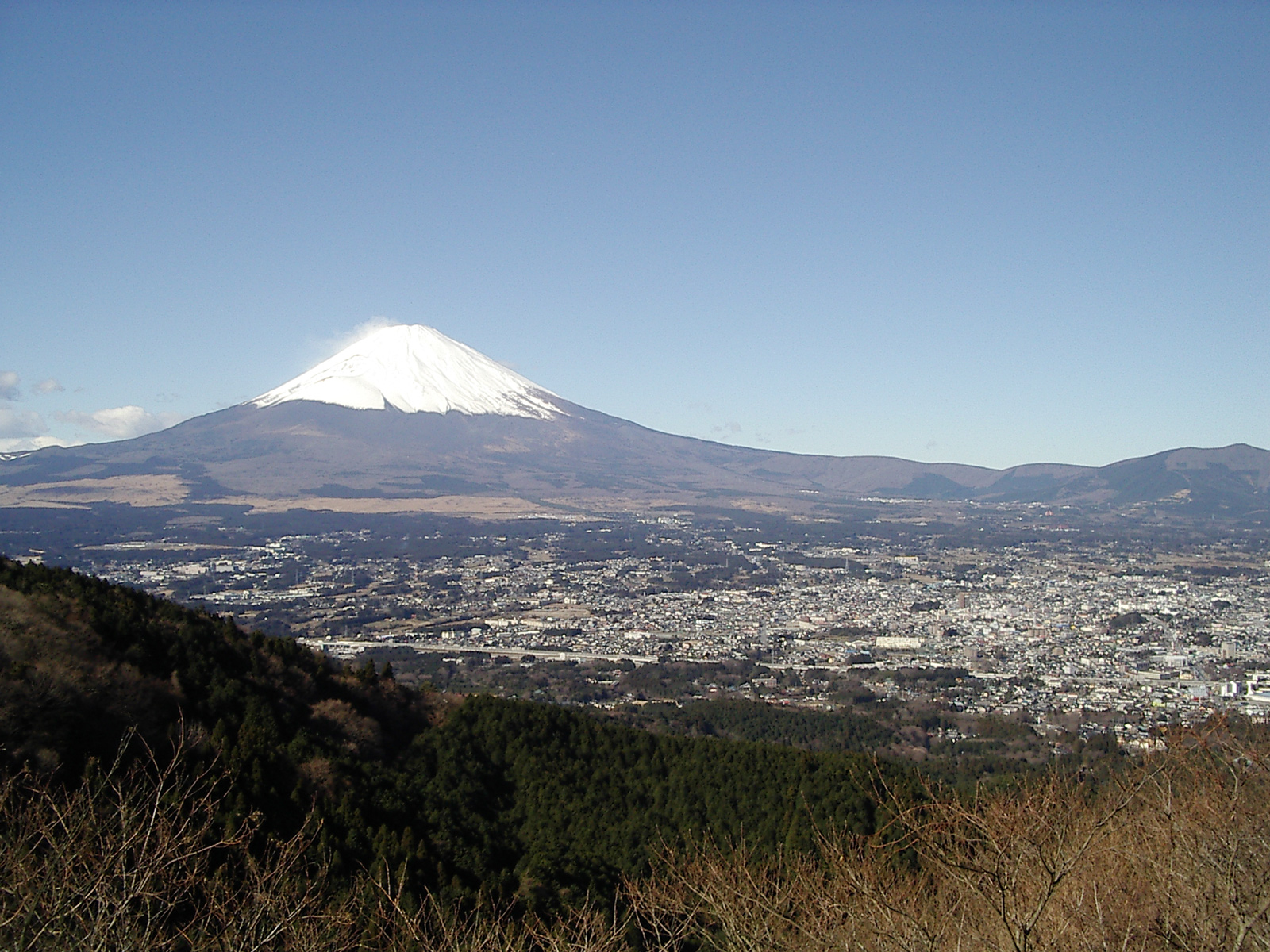
Honda baut eine Villa in Gotemba mit Blick auf den Fuji.

Im Kapitel 23 macht der Leser Bekanntschaft mit Keiko Hisamatsu, Hondas neuer Nachbarin in dessen Villa in Ninooka, einem Ferienort in der Nähe von Gotemba. Im Jahr 1947 wurde durch die Nachkriegsverfassung ein langjähriger Rechtsstreit aus dem Jahr 1900 beendet, wodurch Honda eine absurd hohe Zahlung von 36.000.000 Yen bekam: In der neuen Verfassung wurden die Spezialgerichte abgeschafft und alle administrativen Fälle an das Obergericht Tokio delegiert, der aufgrund der überwältigenden Fülle alter Rechtsstreitigkeiten beinahe jeden Fall zu Gunsten des Klägers entschied; Honda war zur richtigen Zeit am richtigen Ort. Teile seines Geldes nutzte er, um die Villa zu kaufen, aus der er einen schönen Blick auf den Fuji genießt; in dieser soll sich seine Ehefrau Rié, deren Krankheit weit fortgeschritten ist, ausruhen können. Keiko ist knapp fünfzig Jahre alt und hatte in der Vergangenheit Affären mit Premierminister Yoshida Shigeru und dem US-General Douglas MacArthur. Von ihrem Ehemann hat sie sich längst scheiden lassen, um ihre Beziehung mit einem jungen US-amerikanischen Soldaten, der in der Nähe ihrer Zweitwohnung am Fuß des Fuji arbeitete, aufzunehmen. Keiko und Honda treffen sich zum Kaffee und er zeigt ihr ihren Ring, den er bei Prinz Harunori Toin in dessen Laden Antiquitätenladen kaufte: den Smaragdring von Prinz Pattanadid, ein Geschenk seiner Geliebten, den er 1912 in der Schule verlor.
Honda, mittlerweile 58 Jahre alt, geht in Frührente und befindet sich damit zum ersten Mal in seinem Leben in der Situation, dass er sich in seiner täglichen Routine nicht mehr auf Rationalität und Logik verlassen muss. Stattdessen gibt er sich seinen neu gefundenen Kenntnissen zur Irrationalität hin und entdeckt seine bizarre Leidenschaft, andere Menschen heimlich zu beobachten – präferiert bei leidenschaftlichen oder sexuellen Handlungen (Voyeurismus). Seine neue Freizeit nutzt er, um zu reisen und Feiern zu veranstalten.

#### Einweihungsfeier
Im Frühling veranstaltet Honda seine Einweihungsfeier und lädt zu dieser auch Ying Chan ein – die junge Prinzessin ist mittlerweile eine schöne Frau geworden und für ein Auslandsstudium vorübergehend nach Japan gezogen. Als seine Frau Rié am nächsten Morgen mit dem Taxi ankommt, sitzt Ying Chan nicht wie erwartet neben ihr. Enttäuscht fragt Honda, wo sie geblieben ist, aber Rié runzelt nur genervt die Stirn. Das Ehepaar streitet und Honda wirft seiner Frau vor, sie hätte doch Makiko Kito – die ehemalige Geliebte Isaos in Unter dem Sturmgott und mittlerweile berühmte Schriftstellerin – bitten können, die Prinzessin zu überreden. Der Leser erfährt von ihrer nunmehr brüchigen Ehe: Rié ist durch ihre Krankheit und ihr Alter, durch das sie ihre „alte Schönheit“ verloren hat, zunehmend depressiv geworden und, seit Honda reich geworden ist, fürchtet sie sich vor ihm. Je ängstlicher sie wird, desto feindseliger wird sie gegenüber Fremden und ihr einzigen Gesprächsthemen mit Bekannten sind ihr Leiden durch die Nierenerkrankung und die Zuneigung, die sich von ihrem Mann wünsche. Der einzige neue Freund Hondas, den sie mag, ist Keiko, die sich für sie „intuitiv“ wie „kein Feind“ anfühlt. Rié entwickelt die Angewohnheit, laufend anstrengende Aufgaben zu erledigen, die sich negativ auf ihre Gesundheit auswirken; immer, wenn Honda sie nicht dabei stoppt, bricht ein Streit aus. Es wird dem Leser ersichtlich, dass sich Honda in Ying Chan verliebt hat und der Leser erfährt von seinem heimlichen Plan, sie zu entjungfern. Obwohl er seine Faszination für die thailändische Schönheit verdeckt hält, merkt Rié sein ungewöhnliches hohes Interesse und wird, obgleich sie nie Probleme mit Eifersucht hatte, zum ersten Mal in ihrem Leben eifersüchtig auf Ying Chan.
Die Feier beginnt und die Gäste kommen in folgender Reihenfolge:
1. Makiko Kito kommt zusammen mit ihrer Schülerin Frau Tsukihabara als erstes. Obwohl beide im selben Alter sind, verehrt Tsukihabara ihre renommierte Lehrerin.
2. Als nächstes erscheint Yasushi Imanishi, ein Spezialist für deutschsprachige Literatur, der in seine sadomasochistischen sexuellen Fantasien in seiner imaginären, utopischen Nation, dem "Land des Granatapfels" vernarrt ist.
3. Danach erscheinen der Baron und die Baronin Shinkawa, Figuren aus Unter dem Sturmgott, ersterer ursprüngliches Attentatsziel von Isaos Gruppierung. Er ist mittlerweile 72 Jahre alt und wie seine Frau nur noch am nörgeln. Sie freut sich aber immerhin, dass die „barbarischen Zeiten Japans“ endlich Geschichte sind.
4. Als letztes erscheinen der Diplomat Sakurai, der Großunternehmer Murata, der Nachrichtensprecher Kawaguchi, die Sängerin Akiko Kyoya und der Tänzer Ikuko Fujima.
5. Ying Chan erscheint nicht und Honda fühlt zum ersten Mal in seinem Leben Liebeskummer.

In der Nacht guckt Honda durch das Schlüsselloch des Gästezimmers und sieht dort Imanishi und Tsubakihara beim Sex, während Makiko daneben sitzt, zuschaut und ein Gedicht schreibt. Ob Makiko Frau Tsubakihara gebeten hat, vor ihr Sex zu haben oder ob sie einfach dazugestoßen ist, kann Honda nicht beantworten. Er realisiert aber eins: Makiko und er sind zwar vom andern Geschlecht, aber in dieser Hinsicht vereint. Die Szene ist die erste Indikation von Hondas voyeuristischen Tendenzen, welche emblematisch für seine Weltsicht stehen.

#### Abendessen im Imperial Hotel

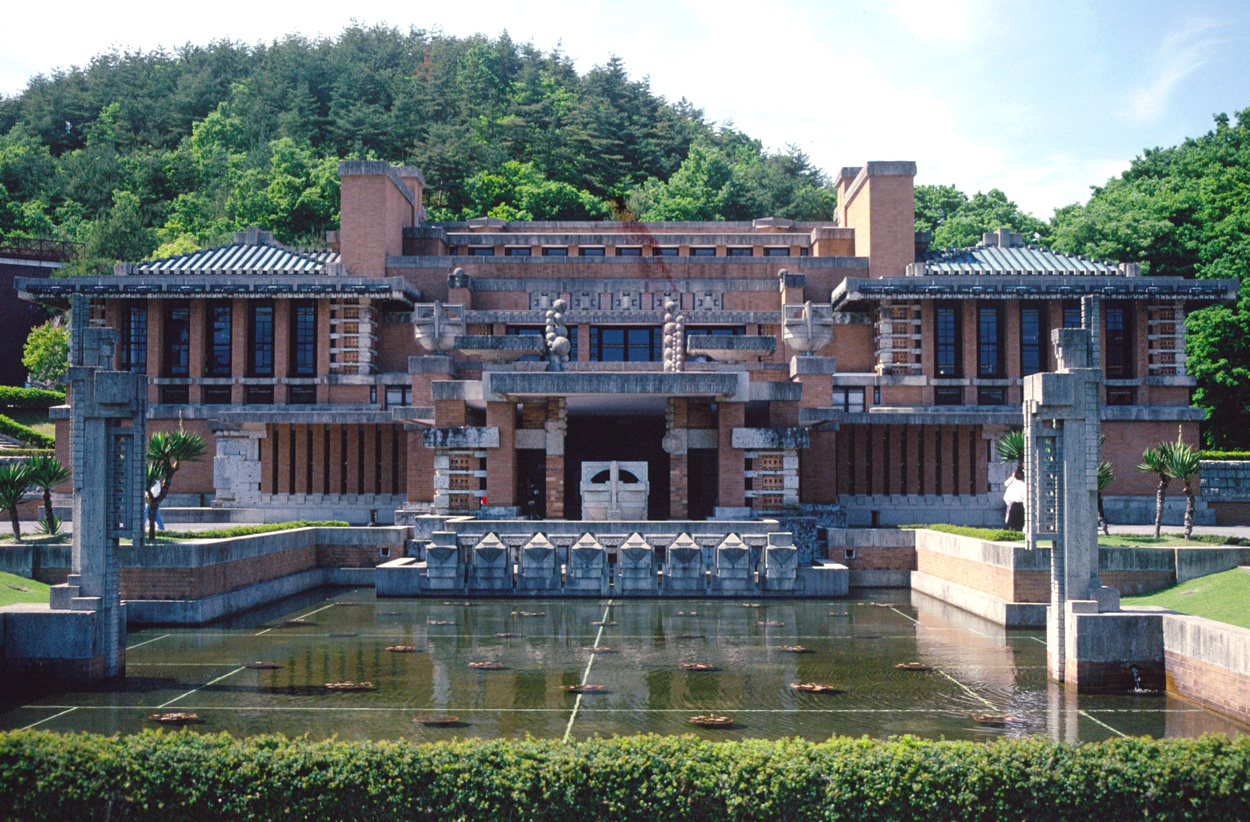
Bild vom Imperial Hotel Tokio aus den 1950ern. Mittlerweile steht ein Nachbau im Meiji Mura.

Am nächsten Tag besuchen er und seine Gäste den Fuji; den Tag darauf hört Honda von Keiko, dass Ying Chan einen Tag zu spät angekommen ist. Ying Chan und Honda treffen sich für ein Abendessen im Imperial Hotel Tokio; Honda gibt ihr den Smaragdring, den Pattanadid vor vielen Jahren verlor. Als er ihr davon erzählt, wie sie früher immer behauptete, mal ein japanischer Mann gewesen zu sein, entgegnet Ying Chan: „Ich verstehe nicht. Ich erinnere mich an nichts aus meiner Kindheit. Wirklich nicht. Sie ärgern mich immer, wie verrückt ich gewesen sein soll, aber alle Erinnerungen sind weg.“ Als sich Ying Chan kurz verabschiedet, um auf Toilette zu gehen, sammelt Honda seine Gefühle: Er erinnert sich, wie die Prinzessin damals nackt badete und er die drei Muttermale nicht finden konnte. Er weiß auch gar nicht, ob er wirklich von „Liebe“ zu ihr sprechen kann; er hat einfach ein unstillbares Verlangen, ihren nackten Körper bewundern und mit ihr intim werden zu können. Zurück am Tisch wird Ying Chans Unbehagen Honda gegenüber deutlich; ohne Rücksicht auf Verluste mustert er ihre unbedeckten Beine und fragt sie über intime Sachen aus. Sein Angebot, bei ihm zu Abend zu essen, lehnt sie demnach ab; erst als er hinzufügt, er werde Freunde einladen, lässt sie sich darauf ein.
Zurück Zuhause sieht er, dass Iinuma, der altersschwache Vater Isaos, auf ihn wartet. Iinuma beichtet ihm einen Suizidversuch im Jahr 1945 und zeigt ihm seine Narben am Brustkorb, die er sich zugezogen hat, als er mit einem Messer sein Herz verfehlte. Die Scheidung von seiner Ex-Frau Miné ist seit zwei Jahren rechtskräftig; tatsächlich hat diese aber bereits seit vielen Jahren mit einem anderen Mann gelebt. Honda fühlt sich schlecht und schenkt ihm 50.000 Yen in einem Briefumschlag.

#### Plan mit Katsumi
Entgegen seiner Erwartung ist Honda seit seinem Treffen mit Ying Chan nicht entspannter, sondern unruhiger geworden. Seine Fantasien, sie nackt sehen zu können, nehmen Überhand und er überlegt verkrampft nach Möglichkeiten, seinen Wunsch zu erfüllen. Obgleich er selbst erwähnt, er wolle ein für alle Mal klären, ob es sich bei ihr um die Reinkarnation Kiyoakis handelt, wird dem Leser klar, dass dies mittlerweile nur noch eine Nebensorge ist. In Wahrheit ist er seinen Sehnsüchten nach ihrem Körper völlig unterlegen.
Eines Tages besucht Honda Keiko in ihrer Villa, als sie mit ihrem Neffen Katsumi Shimura einen Tee trinkt. Honda erkennt in den zielstrebigen Augen des jungen Studenten den Blick von Isao und seiner Gruppe wieder. Am Tisch fasst Honda den Plan, Ying Chan durch Katsumi verführen zu lassen. Er erwähnt seinen Wunsch, für Ying Chan einen „passenden Jungen, aggressiv, wenn möglich“ zu finden. Keiko erkennt sein Spiel, möchte ihm aber dennoch helfen. Katsumi könne Ying Chans Jungfräulichkeit nehmen, damit sie diese große Hürde hinter sich hat und offener gegenüber Honda ist; so zumindest der Plan. Als Katsumi ein Foto Ying Chans sieht, erklärt er sich bereit. Als Termin wählen sie das geplante Abendessen, Keiko und Katsumi sind die eingeladenen Gäste.
Die ungleiche Truppe fährt zunächst in einen leeren Tanzclub. Obwohl sie sich am Anfang ziert, überredet Katsumi Ying Chan zum Tanz und nach einiger Zeit lockert sie sich auf und genießt die Zeit mit ihrer neuen Bekanntschaft. Die Hoffnung Hondas, seinen Plan zu vollführen, steigen. Einige Tage später, an einem heißen Sommernachmittag, trifft sich Honda wieder mit Keiko und Katsumi. Um sie herum marschieren Soldaten, die augenscheinlich ein US-amerikanisches Mädchen mit sich führen. Honda fragt den jungen Mann aus: „Ihr habt euch seitdem ja noch zweimal gesehen. Wie lief es? Wie weit bist du gekommen?“ Katsumi antwortet, er habe noch nicht mit ihr geschlafen, aber sie geküsst. Auf seine Nachfrage, wieso er nicht weitergegangen ist, entgegnet er: „Sie ist besonders. Sie ist eine Prinzessin.“
Im Sommer beginnt Honda in seinem Garten, ein Schwimmbecken zu bauen. Seine Hoffnung ist, dass Ying Chan – wie schon als Kind – nackt in diesem baden möchte und er sie dann bewundern kann. Honda veranstaltet eine Poolparty und lässt Ying Chan und Katsumi zu diesem Zweck bereits eine Nacht vorher bei sich schlafen; seine Hoffnung ist, sie entweder beim Umziehen oder beim Sex mit Katsumi beobachten zu können. Sein erster Versuch, sie Abends beim Umziehen zu beobachten, scheitert. Dadurch, dass sie sich auf das Bett stellt, kann Honda nur ihre Beine sehen. Kurz darauf betritt Katsumi das Zimmer. Unter dem Vorwand, nicht schlafen zu können, setzt er sich zu ihr und beide fangen lange an, miteinander zu reden. Hondas Herz bleibt stehen, als Katsumi versucht sie zu küssen und mit einer Hand an die Schnur ihres Kimonos greift; Yang Chin drückt ihn aber von sich und – als er nicht nachgeben will – schlägt ihn mit ihrem Smaragdring. Empört verlässt Katsumi das Zimmer. Ying Chan nimmt sich einen Stuhl und stellt ihn unter die Türklinke; es scheint, sie habe Angst, Katsumi könne sie vergewaltigen. Als Honda ihr am nächsten Morgen das Frühstück bringen will, ist sie verschwunden. Später stellt sich heraus, dass sie zu Keiko geflüchtet ist und in ihrem Gästezimmer Zuflucht gefunden hat.

#### Studentenunruhen
Es folgen Szenen, die näher auf die Figuren von Imanishi und Tsubakihara eingehen. Imanishi wird als klassischer Intellektueller beschrieben, ein schwacher, verkopfter Mann, der nicht in der Realität lebt. Als sie eines Nachmittags am Bahnhof Shibuya auf einen gemeinsamen Freund warten, läuft eine Gruppe Jugendlicher an ihnen vorbei und singt die Die Internationale. Am Hachikō-Denkmal geraten die beiden in den schwarzen Block linksextremer Studentenkreise und werden beinahe von Polizisten angegriffen. Noch bevor einer der Molotowcocktails der Demonstranten den Boden erreicht, können sie sich dem Schrecken entziehen. Es wird deutlich, dass Imanishi klare Sympathien für die gewaltsamen kommunistischen Studentengruppen hegt. Frau Tsubakihara ist diesbezüglich reservierter, teilt aber seine Ansicht von der Notwendigkeit eines politischen Umsturzes.

#### Ehekrise und Konflikt mit Ying Chan

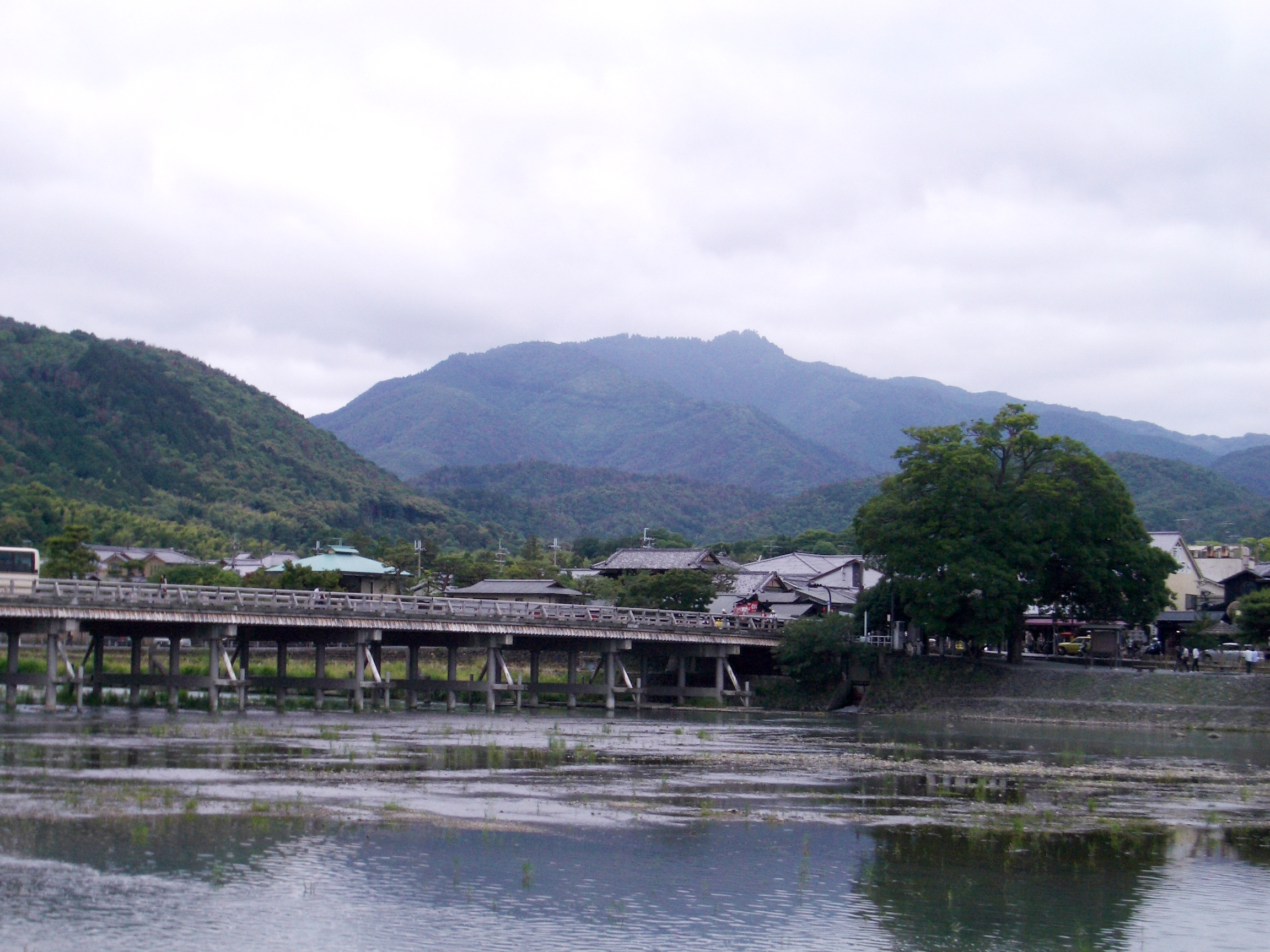
Bild der Twin Hills in Kyoto.

Die Ehe von Rié und Honda beginnt mehr denn je zu kriseln und ihre Eifersucht auf Ying Chan entwickelt sich langsam zu Hass. Da Honda Ying Chans Namen nicht mehr erwähnt, aber dennoch jeden Tag Draußen ist, befürchtet Rié, ihr Mann gehe ihr fremd. Sie erinnert sich an ihre eigene Jugend und wie Frauen wie Ying Chan für alles stehen, was sie nicht hatte und was ihre Unsicherheiten ausgelöst hat: Ying Chan ist gebräunt, groß, hat strahlend weiße Zähne, einen großen Busen und ist gebildet; sie findet ein solches Auftreten widerwärtig und erinnert sich ihres Schulausfluges in die Zwillingshügel in Kyoto, auf dem sie von ihren Mitschülern für ihre kleine Oberweite gemobbt wurde. Immer, wenn Honda das Haus verlässt, betritt sie sein Arbeitszimmer und liest sein Tagebuch, schnüffelnd, ob er etwas über Ying Chan geschrieben haben könnte. Jedes Mal, wenn sie die Schreibtischschublade schließt, verfängt sich ihr Kimono in dieser und reißt ein kleines Stück Stoff ab – ebenso, so Mishima, reißt mit jedem Mal, das sie das Zimmer verlässt, ein kleines Stück ihres Herzens. Sie glaubt nunmehr, ihr Ehemann habe sie durch seine unerwiderte Liebe zu einem „hässlichen, abstoßenden Wesen“ gemacht. Als sie eines Tages Kiyoakis Traumtagebuch entdeckt, erschrickt sie: das Verhalten Kiyoakis wegen seiner Liebe zu Satoko spiegelt das von Honda wider. Sie legt das Buch zur Seite, setzt sich ans Fenster und betrachtet den Fuji; schwelgend in Erinnerungen an eine bessere Zeit mit ihrem distanzierten Ehemann.
Honda lädt Ying Chan mehrfach auf Treffen ein und obwohl sie jedes Mal zusagt, erscheint sie nie. Eines Abends geht er zu ihrem Studentenwohnheim und sieht sie in Unterwäsche am hellbeleuchteten Fenster stehen. Hondas voyeuristische Neigung tritt wieder zu Tage und veranlasst ihn, näher an das Fenster heranzutreten, um sie bessern mustern zu können. Unter einer Straßenlampe ist er nun deutlich erkennbar und auch Ying Chan sieht ihn durch das Fenster, erschrickt und schaltet ihr Licht aus. Honda versteht, dass er zwar seiner Leidenschaft folgt, aber nicht so werden kann wie Kiyoaki und Isao – dafür ist er mittlerweile zu alt, zu „abstoßend.“ In derselben Nacht besucht er Keiko und beichtet ihr, sich in Ying Chan verliebt zu haben. Zu seiner Überraschung kommt von ihr nur schallendes Gelächter.

#### Pool-Party und Sex zwischen Keiko und Ying Chan

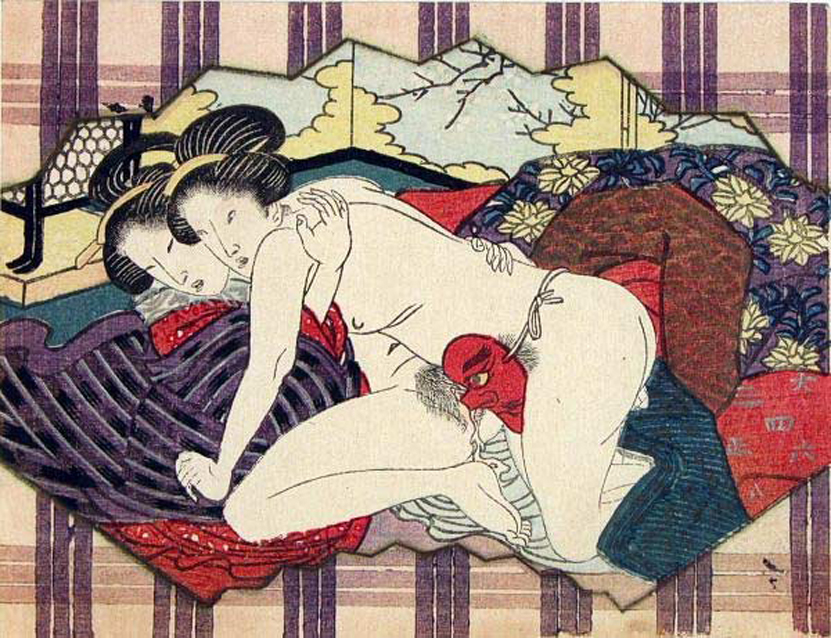
Erotische Darstellung (shunga) eines lesbischen Paars in der Edo-Zeit (zwischen 1603 und 1867).

Honda lädt Ying Chan zu einer Pool-Party auf seine Villa ein, dieses Mal ohne Katsumi und ist überrascht, als sie zusagt. Auch Rié freut sich auf ihre Anreise, da sie hofft, ihre Eifersucht gehe weg, wenn sie den Umgang zwischen ihrem Ehemann und der Prinzessin miterleben kann. Die geladenen Gäste sind:
1. Ying Chan, Imanishi, Tsubahikara und Makiko
2. Prinz und Prinzessin Kaori.
3. Frau Mashiba, verwitwete Frau von Kanzaemon Mashiba, dem Eigentümer der Mashiba-Bank, und überzeugte Marxistin. Ihr liebster Politiker war Tokuda Kyūichi. Mit ihr sind ihre beiden Töchter.
4. Die Ältesten aus dem Villenviertel. Diese leben jedoch isoliert, seitdem sie die Öffentlichkeitsmoral durch die neu eröffneten US-amerikanischen Bars nahe Gotemba gefährdet sehen. Durch diese fanden vermehrt Prostituierte und Zuhälter ihren Weg in den Ferienort, weshalb sie nicht mehr das Haus verlassen.

So, „wie er es sich hätte denken müssen“, kommt Ying Chan natürlich bekleidet, in einem Bikini-Einteiler, der auch ihren Rücken komplett bedeckt; selbst der Blick auf ihre linke Rückenseite bleibt ihm damit verwehrt. Honda sieht den Smaragdring an Ying Chans Finger und erkennt, dass sie ihm vergeben hat. Um fünf Uhr morgens endet die Feier und alle Gäste, mit Ausnahme von Reiko, Ying Chan, Imanishi und Frau Tsubahikara, verlassen die Villa. In seinem Büro hört Honda plötzlich lautes Atmen. Er schaut durch das Schlüsselloch im Gästezimmer und sieht zu seiner Verwunderung, wie Ying Chan und Keiko miteinander lesbischen Sex haben; endlich kann er ihre linke Rückenseite sehen, die mit drei Muttermalen verziert ist:

„Ying Chans ganze Seite war sichtbar. Links ihrer nackten Brust, ein Areal zuvor verdeckt durch ihren Arm, kamen drei extrem kleine Muttermale zum Vorschein, wie der Plejaden im dunklen Sternenhimmel ihrer braunen Haut.“

Honda ist durch den Anblick der attraktiven Frauen erregt und teilt seine Erkenntnis mit seiner Frau. Er erzählt ihr von Kiyoaki und den Muttermalen. Das Ehepaar – nunmehr „ein Voyeurs-Ehepaar“ – sitzt gemeinsam schweigend im Arbeitszimmer und Rié stellt die Frage, die sie seit Jahren verdrängt hat: „Denkst du nicht, wir sollten darüber nachdenken, ein Kind zu adoptieren?“ Seine Antwort ist kurz und prägnant: „Nein, ich möchte keinen Erben.“

#### Hausbrand

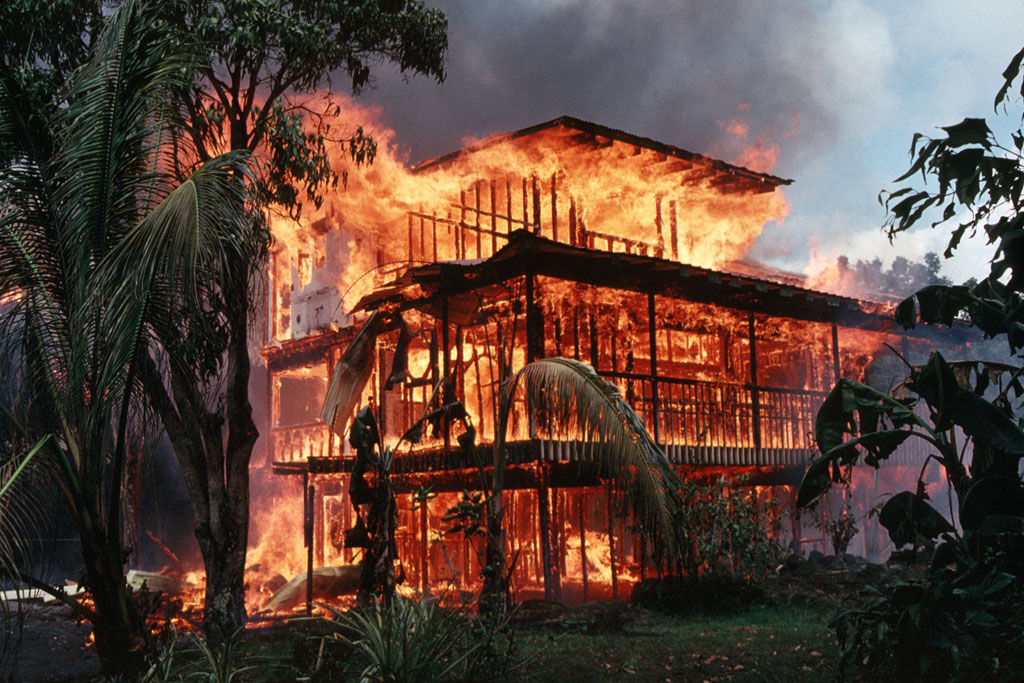
Hondas Haus brennt bis auf die Grundmauern nieder. In den Flammen sieht Ying Chan die Vision einer Schlange, die sie zwei Jahre später tödlich beißen sollte.

Das emotionale Gespräch wird durch den strengen Geruch von Rauch unterbrochen. Von Draußen hören sie eine Frau laut „Feuer, Feuer!“ schreien und fliehen auf die Straße, an der Ying Chan und Keiko bereits warten. Imanishi ist beim Rauchen eingeschlafen und durch seine Zigarette ist Hondas Villa komplett abgebrannt. Sowohl Imanishi als auch Tsubakihara sterben; die restlichen Gäste überleben. Rié möchte die Feuerwehr rufen, bevor das Haus bis auf seine Grundmauern zerstört ist, aber Honda hält sie auf und betrachtet wie verzaubert die hohen Flamme. In Erinnerungen ist er bei der Feuerbestattung, die er in Varanasi miterlebt hat.
Honda, mittlerweile streng vertraut mit der buddhistischen Lehre, glaubt, Ying Chan vor ihrem karmischen Schicksal gerettet zu haben; bei der späteren Befragung der Polizei erzählt sie in ihrem gebrochenen Japanisch von dem Bild einer Schlange, das sie im Feuer erkennen konnte. Das Polizeipräsidium bezeichnet das Unglück als romantischen Doppelsuizid und schließt die Akte. In der Zwischenzeit hat Ying Chan ihr Studium beendet und kehrt nach Thailand zurück.

#### Letztes Kapitel (1962)
Das letzte Kapitel spielt im Jahr 1967, Honda ist mittlerweile 73 Jahre alt. Die US-amerikanische Botschaft in Tokio veranstaltet ein großes Festessen und auch Honda ist eingeladen. Dort angekommen glaubt er seinen Augen nicht: Ying Chan, mittlerweile 33 Jahre alt, steht als Ehefrau eines amerikanischen Botschafters am Getränketresen. Er setzt sich zu ihr, doch sie scheint ihn nicht wiederzuerkennen; zudem spricht sie zwar fließend Englisch, aber kein Wort Japanisch. Skeptisch hakt Honda nach und fragt, ob sie eine Ying Chan kenne und sie antwortet: „Tue ich, tatsächlich. Sie war meine Zwillingsschwester. Aber leider ist sie gestorben.“ Honda erfährt, dass Ying zwei Jahre nach ihrer Abreise im Alter von 20 Jahren an einem Kobrabiss starb. Enttäuscht wendet er sich ab und blickt leeren Blickes in die Nacht.

## Themen (Auswahl)

### Spirituelle Erklärung der Reinkarnation

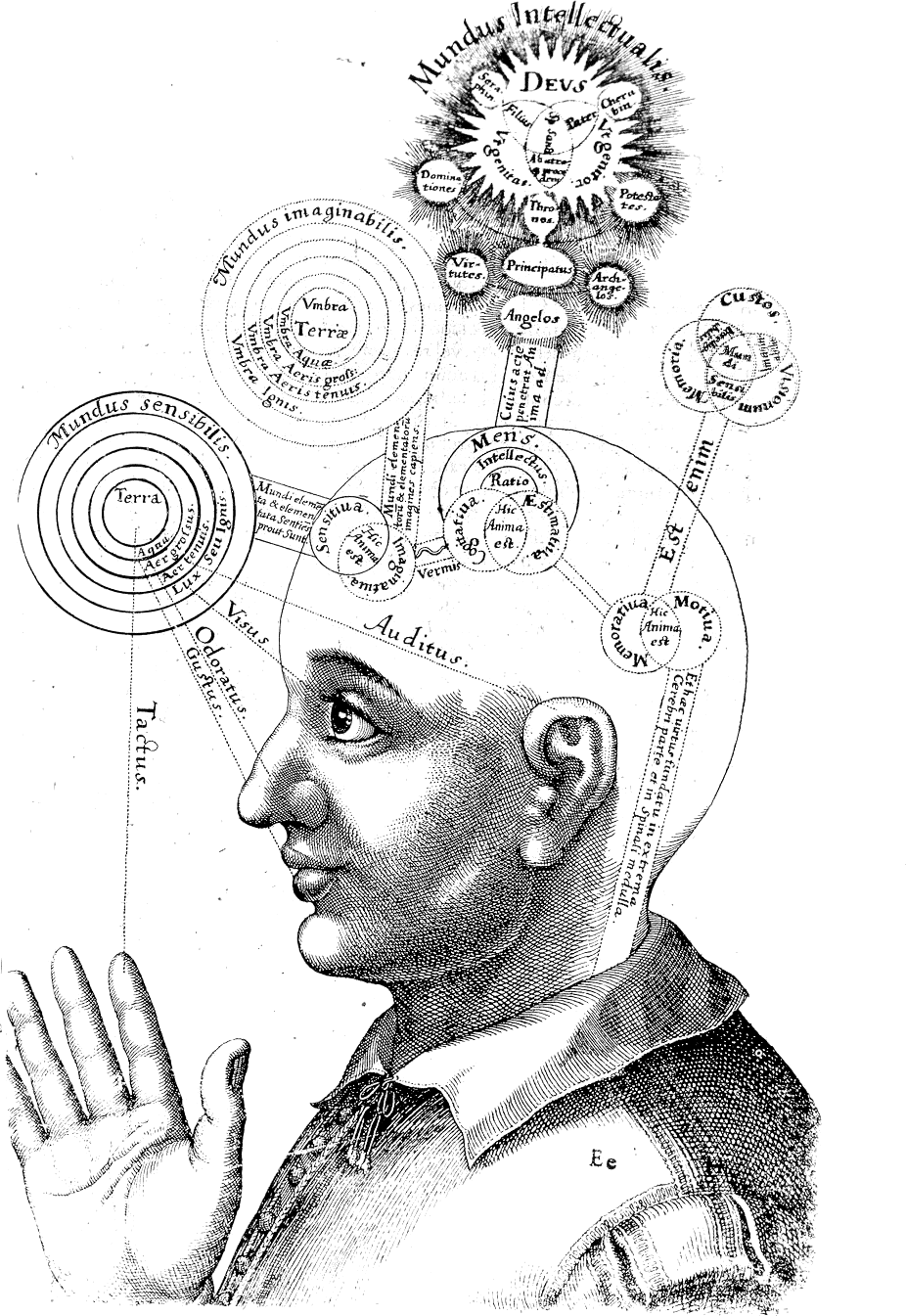
Bewusstseinsvorstellung aus dem 17. Jahrhundert.

Am Anfang der Geschichte reist Honda von Thailand nach Indien und studiert dort buddhistische und hinduistische Philosophie. Insbesondere verfolgt er das Ziel, zu verstehen, wie in einer unbeständigen Welt, in das Selbst nur eine Illusion ist, eine Seelenwanderung in Form der Reinkarnation Sinn ergebe.
Im Buddhismus wird der Gedanke, dass das Selbst aus einer bestimmten Substanz besteht, abgelehnt. Die Doktrin der Anatta besagt, dass unser Selbst, unsere Identität, ein temporäres und ständig wechselndes Konglomerat aus Gefühlen, Gedanken und Empfindungen ist. Es gibt keine Substanz, durch die diese zusammengehalten werden, sondern „wie bei einer Qualle, ohne Knochen, gibt es keine angeborene Essenz in der Gesamtheit der Kreation.“ Honda wundert sich, wenn dies der Fall ist, was wäre bei der Reinkarnation dann die „wandernde Substanz?“
Hondas Forschungen lassen ihn in die tiefgehenden Verknüpfungen zwischen verschiedenen Strömungen des Buddhismus, antiker griechischer Philosophie, moderne westliche Philosophie und Hinduismus eintauchen. Er bemerkt die Ähnlichkeit zwischen der buddhistischen Idee von der Unbeständigkeit der Welt und der Idee vom vorsokratischen Philosophen Heraklit, der behauptete, die Welt sei ein konstanter Wandel, ähnlich wie die flackernde Bewegung von Feuer. Die Welt formt eine Einheit, aber es ist eine vergängliche Einheit und wie bei einer Flamme kommen und gehen Ereignisse in einem brennenden Fluss. Das Phänomen der Realität ist wie Feuer, das von einer Fackel zu der nächsten weitergereicht wird, nur dass im Gegensatz zu Fackeln nichts unter der Flamme selbst liegt: die Welt ist nur das Brennen, ist ein reiner Prozess ohne permanente Substanz, die sie unterstützt. Diese Erkenntnis, geteilt von Intellektuellen im Osten wie im Westen, führt die östlichen und westlichen Philosophien jedoch zu verschiedenen Ergebnissen hinsichtlich des Verständnisses unseres Universums. Im Fall des Buddhismus und Hinduismus führt die Unbeständigkeit der Welt zu Gefühlen von Freude und Freiheit. Im Fall westlicher Philosophien – wie die eines Pythagoras, Heraklit, Giambattista Vico oder Friedrich Nietzsche – führt die Unbeständigkeit zu Gefühlen von Pessimismus, Traurigkeit, Sehnsucht und Verlust. Hier liegt, so Honda, der fundamentale Unterschied zwischen Ost und West.
Bei seinem Aufenthalt in Indien beschäftigt sich Honda mit dem Alaya-Bewusstsein – in Japan verankert im Hossō-shū, der bereits in Schnee im Frühling eine wichtige Rolle spielte. Durch diese Theorien glaubt er den Konflikt zwischen Anatta und der Seelenwanderung lösen zu können. Versteht man das Selbst nicht als Substanz, sondern als „schäumender Wasserfall“, der „parfümiert“ wird durch „Samen“, die alle Energien des Universums in sich tragen, dann macht die Seelenwanderung als etwas Sinn, dem keine universelle Substanz zugrunde liegt, die von der Vergangenheit in die Zukunft getragen wird. Stattdessen ist das, was wir als unser Selbst wahrnehmen – „wie der Geruch des Parfüms“ – eine omnipräsente Spur, die das Gewerbe der Realität durchdringt. Ein gewandertes Selbst ist wie ein Duft, der verweilend in der Luft gerochen werden kann.
Folgt man der Theorie, so gibt es „keine Vergangenheit, keine Gegenwart, keine Zukunft.“ Alles, das existiert, ist der „permanente Fluss des Alaya-Bewusstseins“, welche parfümiert wird durch die Saat von karmischer Störung. Diese Störungen sind immer im kreierten Universum und bei jeder Handlung zerstört. Wie bei der hinduistischen Philosophie, die das Universum als weiten aufgewühlten und fließenden Ozean versteht, ist auch in Hondas buddhistischem Glauben unser eigenes Bewusstsein wie Seeschwämme, deren Quelle die omnipräsenten Tiefen des Abgrunds sind. Seelenwanderung ist demnach kein wortwörtlicher Wandel von einer Substanz in die Zukunft, sondern ein Stadium im Universum, in dem ein Element des ewigen Prozesses und Seins an die Oberfläche geschäumt ist.
Es ist die Feuerbestattung in Varanasi, in der Honda das Konzept zu verstehen beginnt. Das Verbrennen der menschlichen Körper bringt sie zurück zu ihrer „Saat“ und gleichzeitig wird in der Destruktion etwas erschaffen. „Es gab keine Trauer. Was herzlos erschien, war reine Freude.“ Diese feurige Freude ähnelt der „Sonne“, die Isao in Unter dem Sturmgott sieht, als er sich seinen Bauch ausweidet. Das Gefühl fühlt Honda ein weiteres Mal am Ende von Der Tempel der Morgendämmerung, während er sein Haus niederbrennen sieht:

„Flammen spiegeln sich im Wasser…verbrannte Leichen…Varanasi! Er konnte es sich gar nicht erträumen das Gefühl aus dem heiligen Land zurückzuholen.
Das Haus wurde zu einer Glut und Leben wurde Feuer. Jede Kleinigkeit wurde zu Asche und nichts außer die Essenz war mehr wichtig und das versteckte, gigantische Gesicht entwich abrupt aus den Flammen. Gelächter, Schreien, Weinen wurden alle im Klang der Flammen erstickt, das Knistern des Holzes, die verzerrten Scherben, das Knarren der Gelenke – Klang selbst wurde in absolute Stille gehüllt.“

Zerstörung und Kreation sind für Honda zwei Seiten desselben Prozesses, durch den das Phänomen der Realität wahrnehmbar wird. Die Natur des Universums ist lediglich der Fluss von einem Stadium in ein anderes und in diesem Prozess werden Zerstörung und Kreation dasselbe; oder genauer: Sie haben ihren Sinn als separate Stadien des Seins verloren. Das Universum ist vollständig, eine „absolut stille“ Einheit. Wenn alle Kleinigkeiten Beiseite geschoben werden, zeigt sich ein weites, ruhiges Nichts als Kern des Ganzen. Dies impliziert, dass Kiyoaki, Isao und Ying Chan alle Teile eines laufenden Prozesses waren und sie nur durch Hondas Perspektive als separate Verkörperungen erschienen.

### Sozialer Wandel Japans

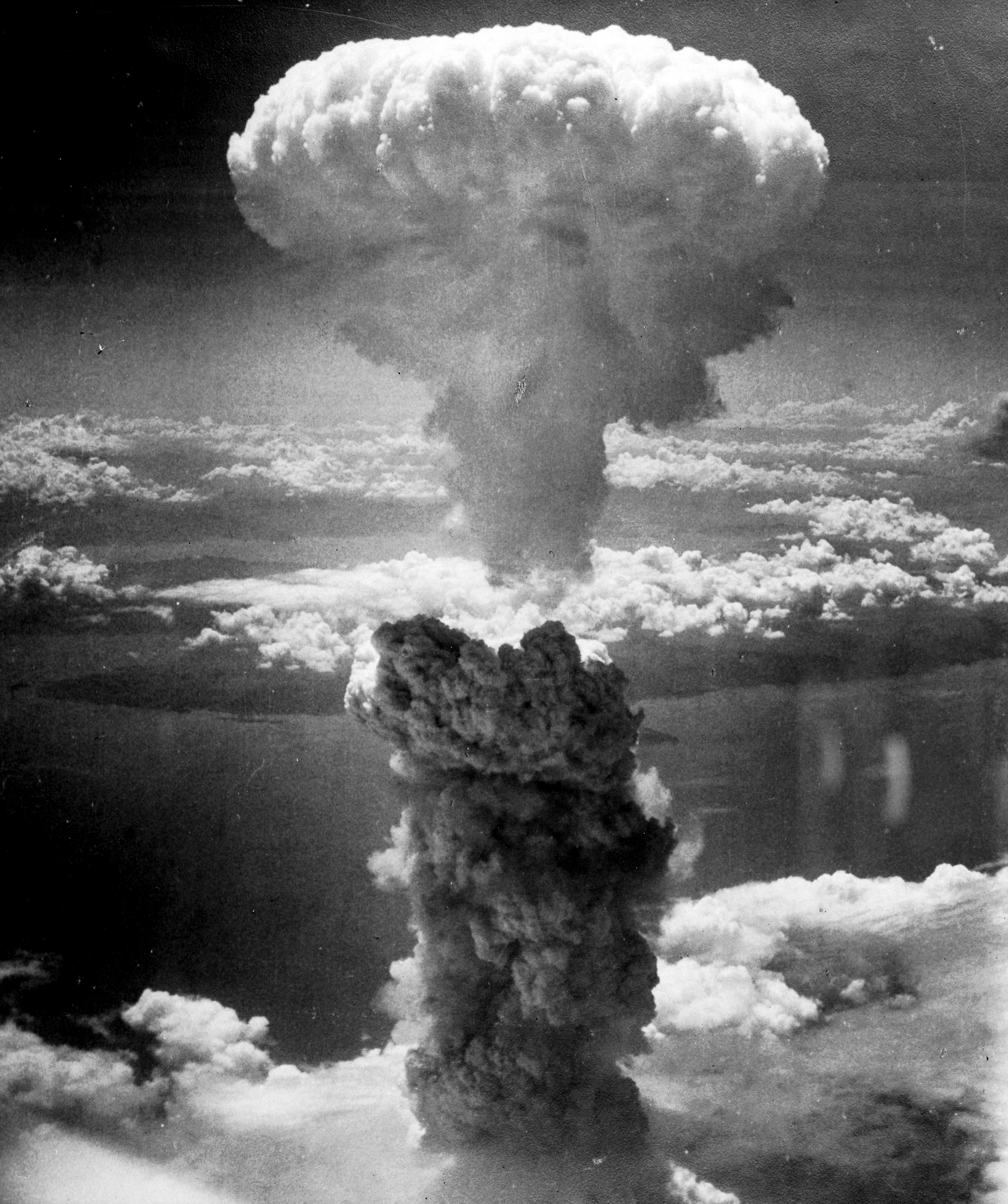
Der Tempel der Morgendämmerung spielt unmittelbar vor, während des Zweiten Weltkrieges und danach und zeigt dementsprechend die verschiedenen Strömungen während dieser Zeiten. Das Bild zeigt den Atompilz von Fat Man in Nagasaki.

Wie schon die Vorgänger ist Der Tempel der Morgendämmerung eine Allegorie auf die Entwicklung Japans im 20. Jahrhundert. Der nostalgische Ton der ersten beiden Bücher ist nicht mehr vorhanden und Mishima beklagt deutlich den Verlust des Kokutai (japanischer Volkscharakter) mit dem Ende des Zweiten Weltkriegs und der Kapitulation Japans.
Honda, ein „Gast aus dem fernen Osten“, besucht Thailand und Indien. Thailand ist lustlos, sinnlich, giftig und träge und Indien ist dreckig, verseucht, blutig, gütig und anarchisch. Auch Prinzessin Ying Chan dient an mehreren Stellen der Geschichte als Sinnbild für den „irrationalen Süden“. Während Honda im „irrationalen Süden“ weilt, sehnt er sich nach der „kalten, reinen Luft“ des japanischen Buddhismus und der japanischen Logik. Dies ist noch am Anfang des Krieges und zeigt das Selbstverständnis der japanischen Bevölkerung, welches durch starke nationalistische und globalistische Denkweisen durchtränkt war. Gerade diese nationalistische Denkweise sollte es auch sein, die Japan motivierte, die Vereinigten Staaten als dominierende pazifische Macht zu ersetzen und das „irrationale, primitive“ Südostasien anzugreifen. Japans Ziele führten schließlich am 27. September 1940 zum Dreimächtepakt mit den faschistischen Weltmächten Deutschland und Italien.
Die weitere Offenheit für Verwestlichung wird vor allem in der Figur Jacks, eines US-amerikanischen Soldaten und Keikos Freundes, präsentiert. Alle zuvor traditionell orientierten japanischen Figuren in der Erzählung halten ihn für besonders charmant und „weniger verkopft als die Japaner.“ Auch Ying Chan klopft nach dem Vorfall mit Katsumi an dessen Tür, um Unterschlupf zu finden, während Keiko gerade nicht da ist. Er lässt sie trotz der späten Stunde herein, bereitet ihr einen Tee vor und tröstet sie, sie könne jederzeit zu ihm kommen, wenn etwas sie bedrücke. Dieses Verhalten sieht Makiko später als Sinnbild dafür, weshalb Japan mehr vom Westen adaptieren sollte.

### Altern
Ein beliebtes Thema, das sich durch Mishimas gesamte Bibliografie zieht, ist dessen starke Antihaltung zum Altern. Schon im Vorgänger Unter dem Sturmgott behandelte er das Konzept der Korruption des Alters als Gegensatz zur Reinheit der Jugend; nur dieses Mal präsentiert durch Honda. Mishima warf älteren Menschen vor, von Wörtern „korrumpiert“ zu sein und empfand ihren „äußeren Zerfall“ als anwidernd. Für seinen Suizid beschloss er, an seinem optischen und geistigen Optimum zu sterben. Diese Ideen werden prominenter in seinem Essay Sonne und Stahl behandelt:

„Ich hegte einen romantischen Impuls zum Tod, gleichzeitig benötigte ich einen strikten, klassischen Körper als seinen Träger. Ein seltsamer Einschlag vom Schicksal erweckte in mir die Sorge, dass mein romantischer Impuls aufgrund meiner fehlenden physischen Qualifikationen unerfüllt blieb. Ein mächtiger, tragischer Rahmen und skulpturgleiche Muskeln waren notwendig für einen romantischen, ehrenwerten Tod. Jede Begegnung des Todes mit schwachem, schlaffen Fleisch erschien mir sinnwidrig unangemessen.“

Während viele Kritiker Mishimas geliebtes Selbst in Isao, dem Protagonisten von Unter dem Sturmgott, wiedergefunden haben, so wurde Honda im Tempel der Morgendämmerung als weiterer Teil seiner Psyche verstanden: seine Angst vor dem Altern oder spezifisch die Angst davor, ob und wie auch Mishima durch die Korruption des Alters ergriffen wird.
Die Beschreibungen der perversen Gelüsten Hondas sind detailliert und derart glaubwürdig geschildert, dass dem Leser eine gewisse Deckungsgleichheit mit versteckten Gelüsten des Autors suggeriert wird. Der Roman strotzt vor detaillierten, erotischen Beschreibungen junger Liebender, die sich leidenschaftlich betasten, und Hondas voyeuristischer Freude, ihnen heimlich dabei zuzusehen. Auch Hondas laszive Erregung, als er Ying Chan und Keiko beim Sex beobachtet, nimmt mehrere Seiten des Buches ein. Obwohl die erotische Sexszene zwischen den beiden Frauen reizend und sexy umschrieben wird, bedient sich Mishima auch an diversen Naturvergleichen, die eine Atmosphäre von Düsterheit und Elend schaffen. Die erbärmliche Darstellung folgt daraus, dass es Hondas Perspektive – die Perspektive eines alten, lüsterneren Mannes – ist, aus der die Szene beschrieben wird. Seine eigene alternde Haut besitzt keine der erotischen Eigenschaften, die er in denen wiederfindet, nach denen er lüstet. Seine Voyeurismus wird dadurch zu etwas "ekeligem" und "abstoßenden":

„Es war unfassbar, dass seine Lust andere anwidern und ihn dadurch zum Objekt ihrer ewigen Abscheu machen könnte und diese Abscheu eines Tages zu einem unabdinglichen Element seiner Lust werden könnte.
Schauriger Selbstekel verschmolzen mit den süßesten Reizen…die Verleugnung seiner Existenz gepaart mit dem Konzept einer Unsterblichkeit, die nie geheilt werden kann. Diese unheilbare Existenz war die einzigartige Essenz von Unsterblichkeit.“

Hondas und Mishimas Realität ist eine kritische, in der sich Lust und Selbstekel vermengen und damit eine klaffende Wunde im Gewebe des Selbst öffnen. Nach der Geschmeidigkeit und Unschuld seiner Jugend zu langen, aber von dieser durch seinen eigenen alternden Körper getrennt zu werden, symbolisiert den nihilistischen Spalt, den Mishima für inhärent in unserer Existenz gehalten hat: Unsere Körper sind endlich, aber unser Geist sehnt sich nach Unendlichkeit. Oder wie Mishima selbst in seiner Suizidnotiz schrieb:

„Das menschliche Leben ist endlich. Ich aber möchte ewig leben.“

Die voyeuristischen Szenen erinnern an die aus einem anderen Klassiker Mishimas, dem Seemann, der die See verriet, in dem ein kleiner Junge seine Mutter durch ein Guckloch beim Masturbieren und später beim Sex mit einem Seemann beobachtet. Im Fall dieses Romans entschuldigt die Jugendlichkeit des Jungen seine Indiskretheit zumindest partiell, während in Der Tempel der Morgendämmerung Hondas fortgeschrittenes Alter seine Neigung pervers und abartig erscheinen lässt.
Abgesehen von dieser Ähnlichkeit verfolgen beide Geschichten eine ähnliche Logik. Im Seemann, der die See verriet führt das voyeuristische Verhalten des Jungen zu dessen Idealisierung des Seemanns, der am Ende sterben muss, damit dieses Idealbild nicht zerstört wird. In Der Tempel der Morgendämmerung kommt Honda zu der ähnlichen Realisation, dass die Lust, die er durch seinen Voyeurismus erlangt zu seinem Wunsch verwandt sind, vollständig zu verschwinden; sehen zu können, ohne gesehen zu werden, ergo für sein Umfeld sterben zu können:

„…Hondas ultimative Sehnsucht, das was er wirklich sehen will, kann nur in einer Welt existieren, in der er nicht existiert. Um sehen zu können, was er möchte, muss er sterben. Wenn ein Voyeur versteht, dass er seine Wünsche nur realisieren kann, indem er die ganze Basis des Sehens zerstört, heißt das seinen Tod.“

Aber Honda stirbt nicht und das macht ihn hässlich und fehlerhaft. Seine Rolle durch die ganze Tetralogie ist es, in der Welt physischer Existenz zu verbleiben und andere, die schöner und reiner sind als er, zu beobachten, anstatt seine Existenz aufzulösen. Mishima selbst entschied sich, nicht so zu leben wie Honda, sondern einen „destruktiven Weg“ zur Perfektion zu wählen. Er beendete seine Existenz bewusst, indem er Seppuku beging und seine Leser als Zeugen hinterließ, die, wie Honda, perverse Lust darin verspüren würden, seine Leidenschaft aus der Distanz zu betrachten.

### Kunst und Politik
Großteils durch sekundäre Figuren erkundet Mishima die Beziehung zwischen Kunst und historischen respektive politischen Aufständen. Linke Künstler werden an mehreren Stellen als schwache Dilettanten dargestellt, die für eine Revolution weder Interesse noch Begabung mitbringen.
Es ist dennoch anzumerken, dass Mishima trotz seiner starken politischen Ansichten sein Ziel, die Romane als „möglichst objektive“ Abhandlung zu verstehen, in die Tat umsetzt. Als Frau Tsubahikara und Yasushi Imanishi über die Protestbewegung kommunistischer Studentengruppen diskutieren, schildert er die Entwicklung der Ereignisse, ohne normativ über sie urteilen. Dies ist besonders deshalb bemerkenswert, da er nur wenige Monate vor Beginn der Schreibphase, nämlich am 13. Mai 1969, eine landesweit ausgestrahlte Podiumsdiskussion mit Mitgliedern der linksextremen Zengakuren an der Universität Tokio führte.

## Wichtigste Figuren
Die Altersdaten beziehen sich auf den Zeitpunkt oder die Zeitpunkte, an denen die Figur in der Geschichte auftritt.

### Figuren in Teil 1
- Shingekuni Honda (46–51 Jahre alt)

Honda, einer der Protagonisten aus Schnee im Frühling und Unter dem Sturmgott, ist nun ein mittelalter Mann und erfolgreicher Anwalt. Er tritt gut gelaunt und extrovertiert auf. Auf einem Trip nach Thailand trifft er auf Kiyoakis zweite Reinkarnation Ying Chan, gibt seine Rationalität auf und versucht sich mehr nach seinen Emotionen zu richten. Seine Forschungen weitet er in seiner Reise nach Indien aus.
- Prinzessin Chantrapa (Ying Chan) (7 Jahre alt)

Chantrapa, genannt Ying Chan, ist eine thailändische Prinzessin und jüngste Tochter von Hondas altem Schulkameraden Prinz Pattanadid. Als Honda sie zum ersten Mal trifft, gilt sie bei ihren Verwandten als verrückt, weil sie sich als die Reinkarnation eines japanischen Jungen bezeichnet. Chantrapa bedeutet übersetzt Mondlicht; ein Fakt, den Hishikawa ironisch findet: „Was ein Zufall, dass sie wahnsinnig ist“ (das Wortspiel funktioniert nur in der englischen Übersetzung, da Mond auf Lateinisch Luna heißt und lunatic auf Englisch Wahnsinniger). Ihr Spitzname Ying Chan kommt von Pattanadids früh verstorbener Jugendliebe, die ihm den Smaragdring schenkte.
- Hishikawa

Dolmetscher und Reiseführer in Thailand. Auf Kunden seines Kunden Goi Bussan genießt er ein prächtiges Leben und geht gerne in luxuriöse Restaurants. Honda mag ihn nicht.
- Tadeshina (95 Jahre alt)

Das ehemalige Dienstmädchen der Ayakura-Familie und Satoko. An der Stelle, auf der das ehemalige Matsugae-Anwesen abgebrannt ist, trifft sie zufällig auf Honda und gibt ihm das Buch Mahamayurividyarajni.

### Charaktere in Teil 2
- Shingekuni Honda (58 Jahre alt, 73 Jahre alt)

Durch einen lukrativen Fall wurde Honda über Nacht wohlhabend und baute von diesem Vermögen in Gotemba eine Villa. Durch seine Forschungen gibt sich der ehemalige Pragmatiker vermehrt seinen Emotionen hin und findet deshalb sein neues, bizarres Hobby, Leute zu beobachten (Voyeurismus). Er verliebt sich in die mittlerweile volljährige Prinzessin Ying Chan, aber sie weicht ihm bewusst aus. Um ihre Muttermale zu überprüfen, baut er einen Pool und veranstaltet eine Pool-Party; ihr Einteiler-Bikini überdeckt jedoch ihren Rücken. Erst als er sie durch das Schlüsselloch beim lesbischen Sex mit Keiko beobachtet, sieht er die drei untereinanderliegenden Muttermale.
- Prinzessin Chantrapa (Ying Chan) (18 Jahre alt, 20 Jahre alt)

Im Alter von 18 Jahren zieht Ying Chan nach Japan, um dort einem Auslandsstudium nachzugehen. Ihre Erinnerungen an ihr altes Leben in Japan hat sie in der Zwischenzeit vergessen. Als edle, wunderschöne und goldfarbige Frau verzaubert sie Honda, lehnt jedoch fast alle seine Einladungen ab und lässt sich auch nicht auf die geplante sexuelle Affäre mit dessen jungem Freund Katsumi Shimura ein. Stattdessen schläft sie mit Keiko. Im Alter von zwanzig Jahren stirbt sie an einem Schlangenbiss, obwohl Honda vergeblich versucht, ihr das Schicksal eines frühen Todes zu ersparen. Honda erfährt erst dreizehn Jahre später von ihrem Tod.
- Keiko Hisamatsu (49 Jahre alt)

Eine geschiedene Frau und Nachbarin Hondas. Als schicke, kulturell westliche Frau lebt sie heimlich ihre Bisexualität aus. Sie bietet Honda ihren Neffen an, um Ying Chan zu verführen. Letztlich beginnt sie aber selbst eine sexuelle Beziehung mit ihr.
- Rié Honda

Hondas Ehefrau und mittlerweile schwer durch ihr chronisches Nierenversagen geschwächt. Sie ist wegen der sichtbaren Faszination ihres Mannes Ying Chan eifersüchtig auf diese.
- Makiko Kito (52–53 Jahre alt)

Dichterin und die Geliebte Isaos in Unter dem Sturmgott. Frau Tsubakihara ist ihre Schülerin. Sie beobachtet diese und Yasushi Imanishi beim Geschlechtsverkehr.
- Frau Tsubakihara (52–53 Jahre alt)

Schülerin von Makiko Kito. Sie hat einen Sohn namens Yuuo, der im Krieg fiel.
- Yasushi Imanishi (ca. 40 Jahre alt)

Ein attraktiver Junggeselle und Experte in deutscher Literatur. Er hat eine enge Beziehung zu Frau Tsubakihara, die sich in ihn verliebt hat. Er erwidert diese Liebe aber nicht.
- Ex-Baron Shinkawa (73 Jahre alt)

Ein ehemaliger Baron, der damals von Isao auf seine Attentatsliste gesetzt wurde. Trotz seines Alters mag er es, zu feiern.
- Shigeyuki Iinuma (63 Jahre alt)

Isaos Vater und ehemaliger Hauslehrer Kiyoakis. Unmittelbar nach Kriegsende besucht er Honda, um die Wunden von seinem gescheiterten Suizidversuch zu zeigen. Von seiner Ex-Frau Miné, deren Ehe bereits seit vielen Jahren brüchig war, ließ er sich vor zwei Jahren scheiden.
- Katsumi Shimura (21 Jahre alt)

Keikos Neffe und Student an der Keiō-Universität. Ein frivoler junger Mann, der auf Anfrage Hondas erfolglos versucht, Ying Chan zu verführen.
- Ying Chans Zwillingsschwester (33 Jahre alt)

Sie trifft Honda im Jahr 1967 und erzählt ihm dort, dass ihre Schwester vor dreizehn Jahren an einem Schlangenbiss starb.

## Hintergrund

### Schreibprozess und Inspirationen

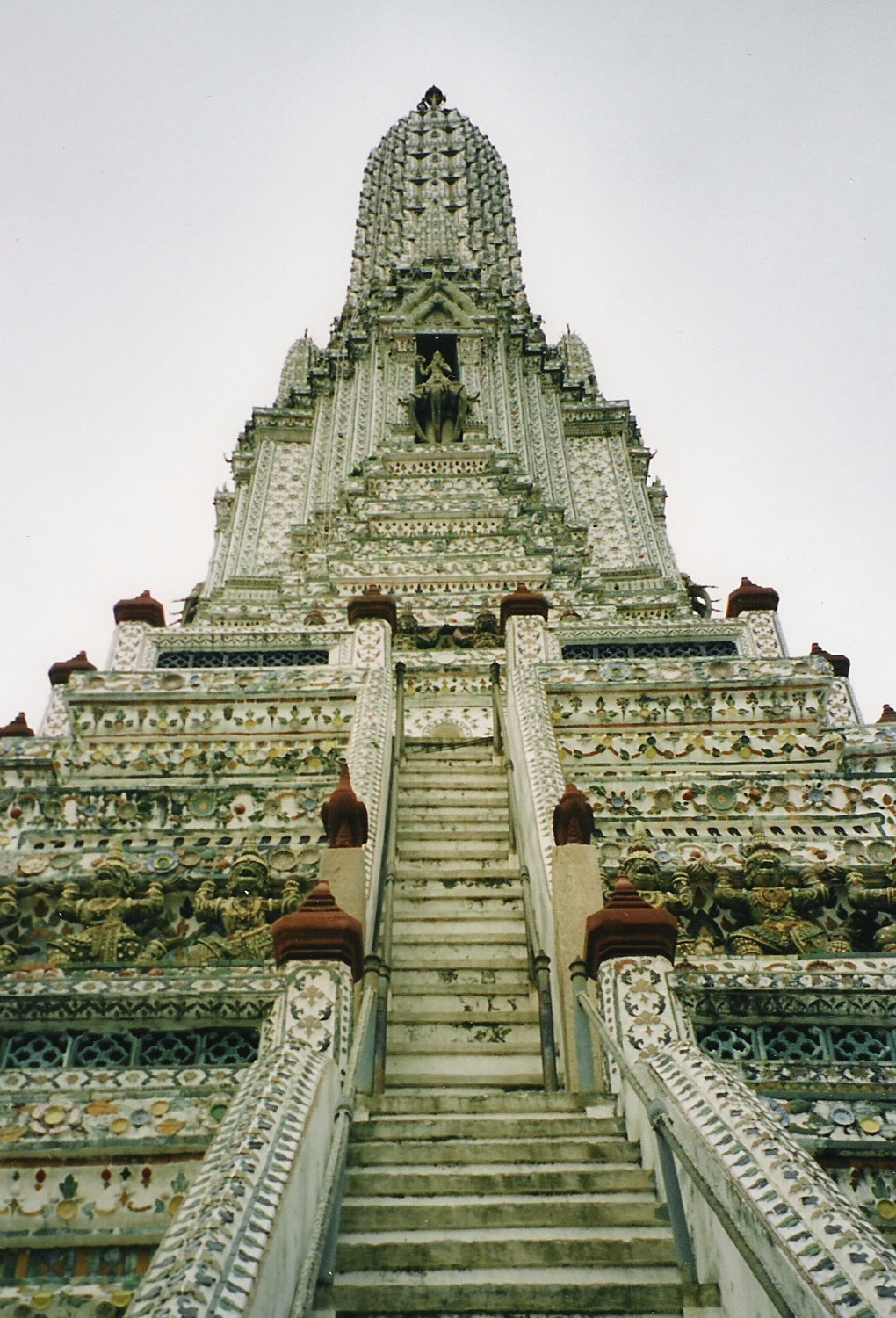
Der Titel Der Tempel der Morgendämmerung kommt von dem buddhistischen Tempel Wat Arun.

Mishima schrieb die beiden Teile von Der Tempel der Morgendämmerung in zwei Phasen. Die erste Schreibphase lief vom Juli 1968 bis zum April 1969 und damit im direkten Anschluss an Unter dem Sturmgott. Die zweite Schreibphase schloss er im Februar 1970 ab.
Im September 1967 wurden Mishima und seine Frau von der indischen Regierung eingeladen. Dort traf er sich unter anderem mit der Premierministerin Indira Gandhi und dem Präsidenten Zakir Hussain. Mishima äußerte sich später beeindruckt von der indischen Kultur und der Entschlossenheit der indischen Bevölkerung sich einer Verwestlichung entgegenzustellen und stattdessen ihre eigenen Traditionen zu bewahren. Nach seiner Meinung entwickelte das japanische Volk eine Besessenheit von der Modernisierung und dem Materialismus, die sie davon abhalte ihre eigenen Werte und Traditionen zu schützen.
Während eines Zwischenaufenthalts in Neu-Delhi traf sich Mishima mit einem Obersten der indischen Armee, der ihm von seinen Erfahrungen mit chinesischen Truppen an der sino-indischen Grenze erzählte und vor deren ungeheuerlichen Kampfgeist warnte. Mishima zeigte sich verängstigt über die seiner Meinung nach unmittelbare Gefahr des kommunistischen Chinas und plädierte in diesem Zusammenhang für eine nukleare Aufrüstung Japans. Zum Ende seines Lebens entwickelte Mishima eine zunehmende Abneigung gegen China und dessen paternalistische Politik. Bereits 1959 äußerte er sich über den Tibet-Konflikt:

„Ein Fuunji (風雲児, dt. in etwa "Junger Held in unruhigen Zeiten"), der sich den tibetischen Rebellen gegen China anschließt kam bisher nicht aus Japan. Es scheint, als haben die Japaner ihren Kampfgeist, den Schwachen zu helfen, verloren. Dies könnte aus der selbstgeiselnden Erwägung kommen, dass Japan das Schwächste auf der ganzen Welt ist. Gedanken, die die Japaner seit der Niederlage im Kopf tragen.“

Vor allem sein Besuch des Ganges in Varanasi beeindruckte ihn. In seiner Schreibnotiz sagte er: „Ich habe noch nie ein Land gesehen, in dem Religion so wild tobt wie in Indien.“
Auf dem Rückweg von Indien machte Mishima Halt in Thailand und Laos; die gesammelten Erfahrungen aus den drei Nationen bildeten später die Basis von Der Tempel der Morgendämmerung.
Das Modell für Ying Chan war Swan Chit, eine Auslandsstudentin aus Thailand, die mit 22 Jahren ein Semester lang an der Fakultät für Wirtschaftswissenschaften an der Universität Tokio studierte. Mishima lernte sie in der "International Student Hall" kennen, als er sich mit dem Chefredakteur des Shinchō-Magazins, Chicako Kojima, traf. Um sie besser kennenzulernen, lud Mishima sie für einen Tag in seine Villa nach Tokio ein. Für die Figur des Yasushi Imanishi wurde Mishima durch seinen engen Freund Shibusawa Tatsuhiko inspiriert. Keiko Hisamatsu ist eine Mischung aus Noboru Asabuki und Masako Shirasu, zwei renommierte japanische Dichterinnen.
Der Titel Der Tempel der Morgendämmerung kommt von dem Wat Arun in Bangkok, der übersetzt Tempel der Morgenröte heißt.

### Angst vor dem Tod
Während des Schreibprozesses an Der Tempel der Morgendämmerung veranstaltete Mishima mit der Tatenokai eine Gegendemonstration zu dem Internationalen Antikriegstag am 21. Oktober 1969. In dieser wollte er sich offen für die Abschaffung von Artikel 9 der japanischen Verfassung und die Stärkung des zivilen Militärs aussprechen; dementsprechend fürchtete er, von Linksradikalen getötet zu werden, wodurch der Roman „unvollendet“ geblieben wäre. In dieser Zeit sendete er Kawabata Yasunari, einem langjährigen Freund, einen Brief, in dem er ihn bat, seine Familie im Fall seines Todes zu schützen.

### Veröffentlichung
Der Roman erschien am 10. Juli 1970 bei Shinchosha.
Eine deutsche Übersetzung von Siegfried Schaarschmidt erschien 1987 beim Carl Hanser Verlag ISBN 978-3-446-14614-3, sowie 1990 als sublizenzierte Taschenbuchausgabe beim Goldmann Verlag ISBN 978-3-442-09615-2.

## Referenzen zu anderen Werken

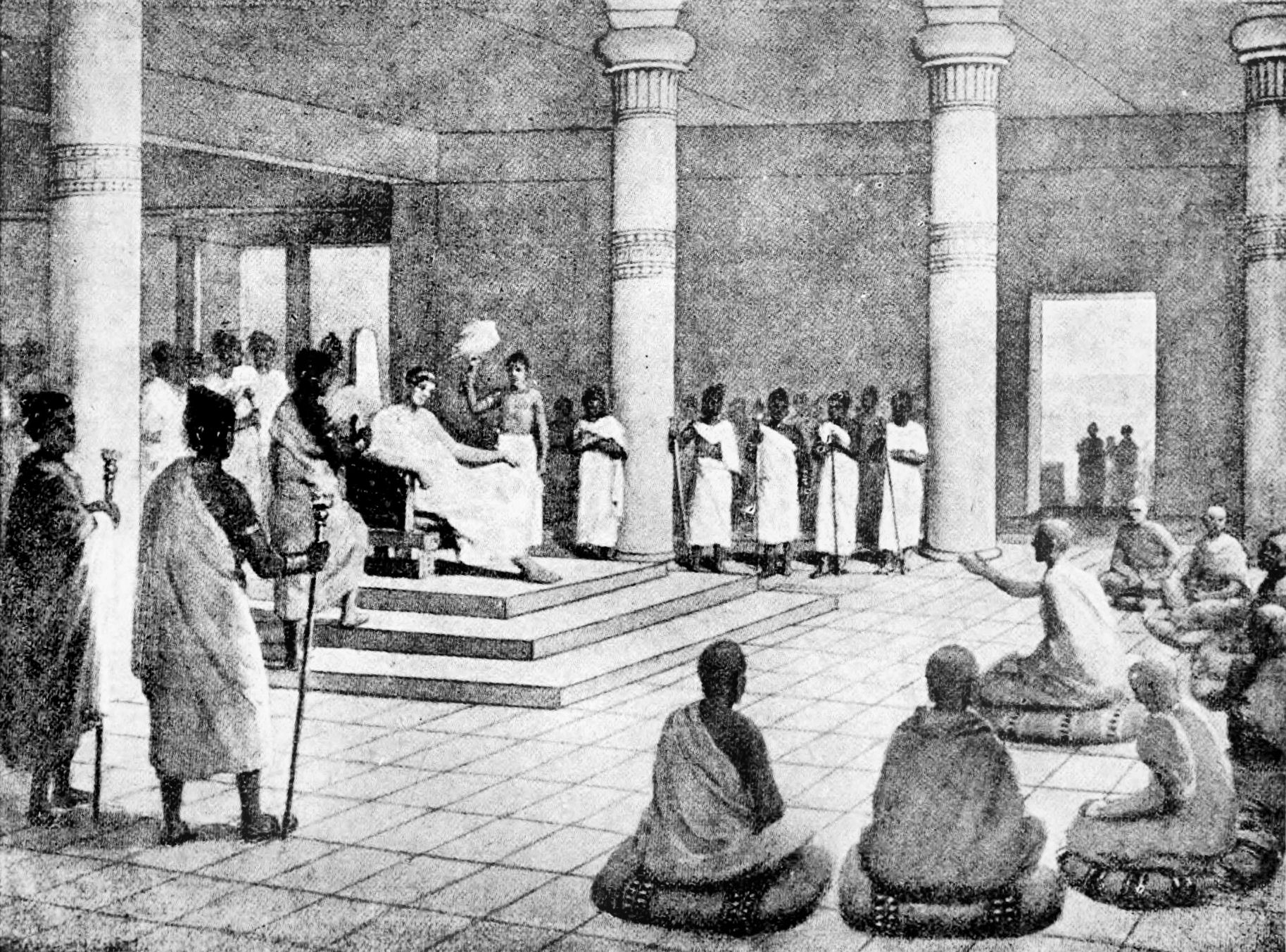
König Menandros stellt seine Fragen an Nagasena.

Wie zuvor Schnee im Frühling und Unter dem Sturmgott ist Der Tempel der Morgendämmerung voll mit Referenzen an Werke, die Mishima persönlich viel bedeutet haben. Als eine seiner letzten Hinterlassenschaften wollte er seinen liebsten Künstlern Tribut zollen.
- Durch seinen Dolmetscher erfährt Honda von der religiösen Strömung der Antike, den Orphikern und die mit ihnen assoziierte Mythologie. In dem Kontext nennt er den antiken griechischen Philosoph Eudemos von Rhodos, der im 4. Jahrhundert v. Chr. eine Inhaltswiedergabe verfasst haben soll.
- Honda erwähnt den berühmten Vorsokratiker und Mathematiker Pythagoras und die von ihm begründete Schule der Pythagoreer.
- Für seine Recherchen liest Honda die Milindapanha, ein wichtiges Buch der buddhistischen Schule des Theravada, das einen Dialog zwischen dem indogriechischen König Menandros und einem buddhistischen Mönch namens Nagasena wiedergibt. In diesem reden sie über viele Konzepte, die auch in Der Tempel der Morgendämmerung behandelt werden, wie Nirwana, Karma, Reinkarnation, Bodhi und die Existenz des Selbst.
- In Hondas Arbeitszimmer stehen Ausgaben von Tommaso Campanellas La città del Sole und dessen Sonetten. Vor allem das erste, das den wirtschaftlichen und politischen Aufbau eines idealen Staates darstellt (Utopie), ist für die Geschichte bedeutend. In diesem spricht sich Campanella für die Abschaffung des Privateigentums aus, das in seinen Augen die Wurzel allen Übels ist.
- Das Buch Scienza Nuova des italienischen Rechtsphilosophen Giambattista Vico wird erwähnt, in dem er den Aufstieg und Untergang von Zivilisationen behandelt.
- Für seine Forschungen liest Honda die indische Schrift Manusmriti (Gesetzbuch des Manu). Der Text umfasst Offenbarungen und Abhandlungen über angemessenes Verhalten. Bis heute basiert viel von dem indischen Rechtssystem auf der Schrift.
- Honda liest die Upanishaden, eine Sammlung von philosophischer Schriften des Hinduismus.
- Honda beliest sich zum Speicherbewusstsein der Vijñānavāda durch Schriften von Vasubandhu und Asanga.
- Tadeshina überreicht Honda ihren Talisman, die Sutra Mahamayurividyarajni.
- Als Honda die Sutra laut vorliest, vergleicht Keiko die Einleitung scherzend mit dem Lied Ciribiribin von Alberto Pestalozza, das im 20. Jahrhundert in verschiedenen Weisen uminterpretiert wurde.